# 14 Pułk Ułanów Jazłowieckich

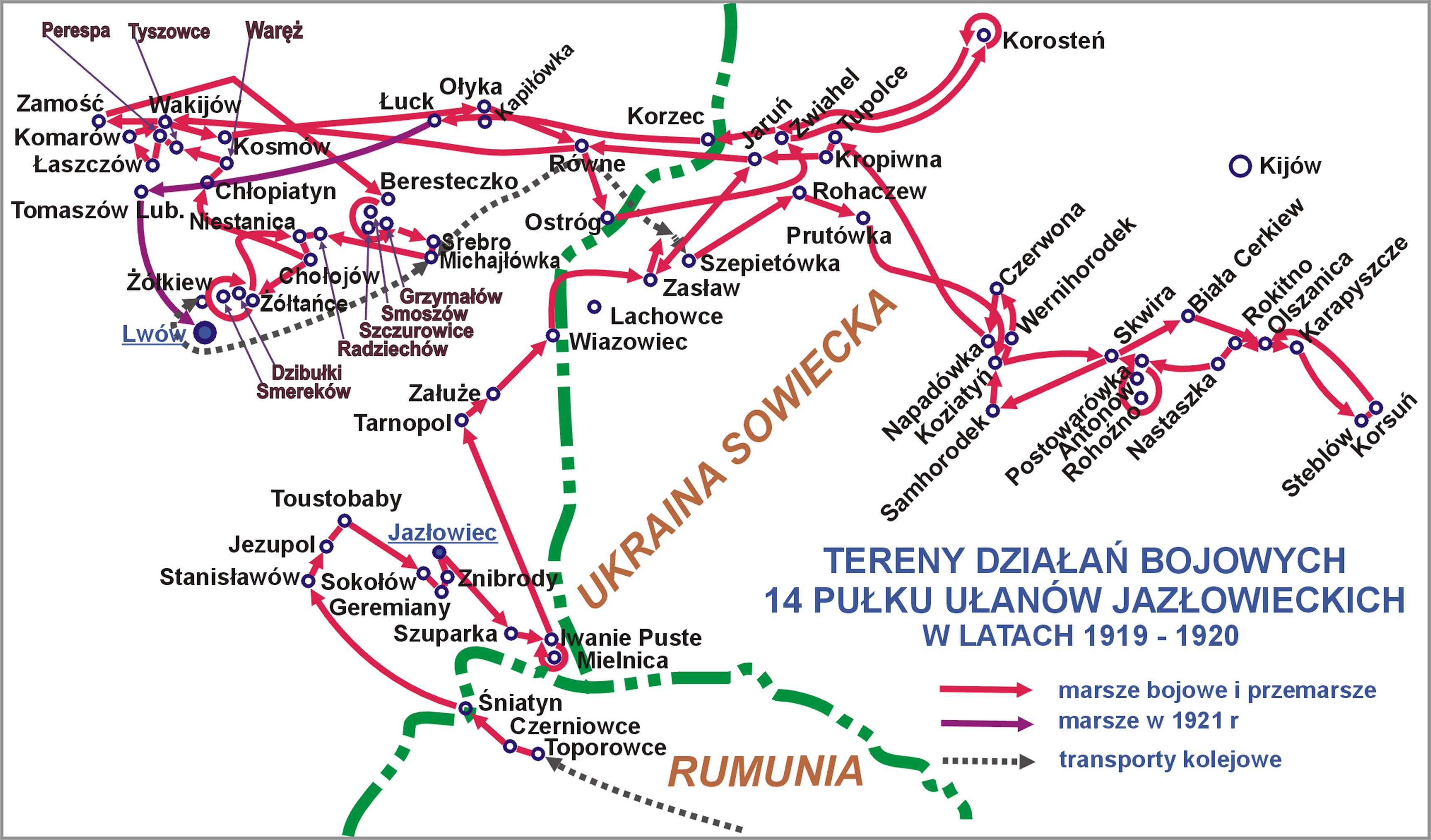
Tereny działań bojowych Pułku w latach 1919–1920

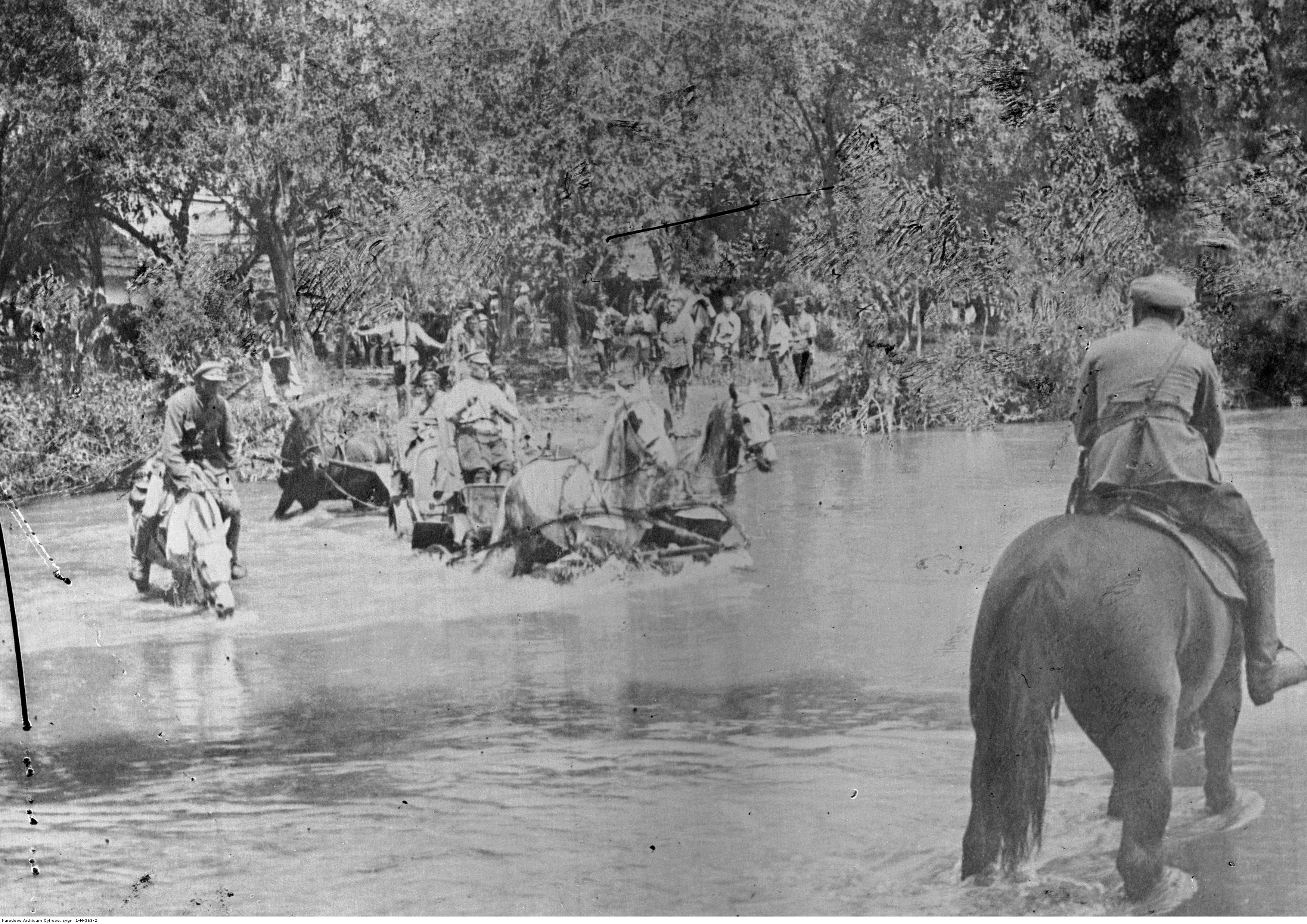
Walki polsko-ukraińskie szwadron karabinów maszynowych nad Strypą

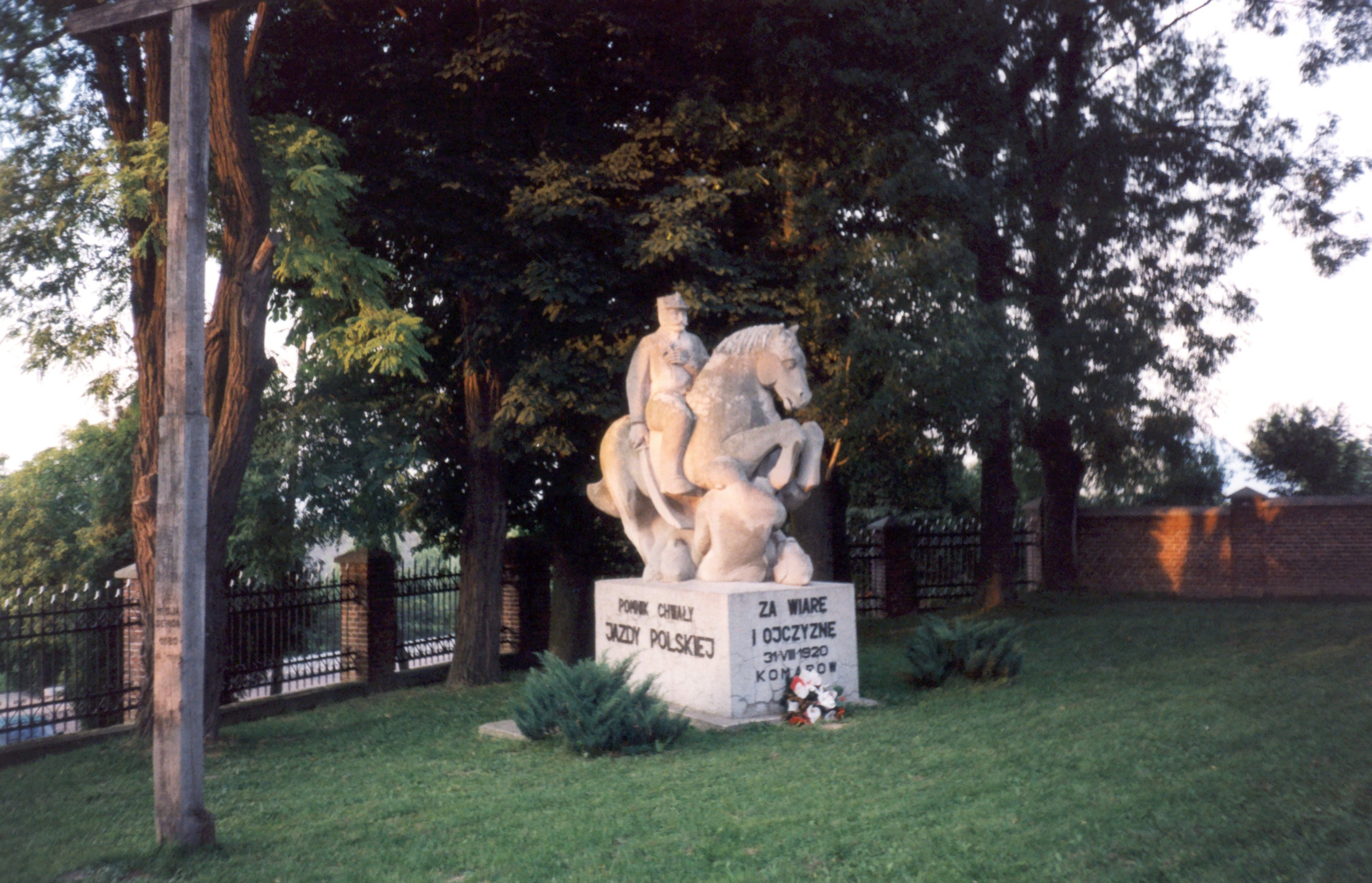
Pomnik upamiętniający bitwę pod Komarowem

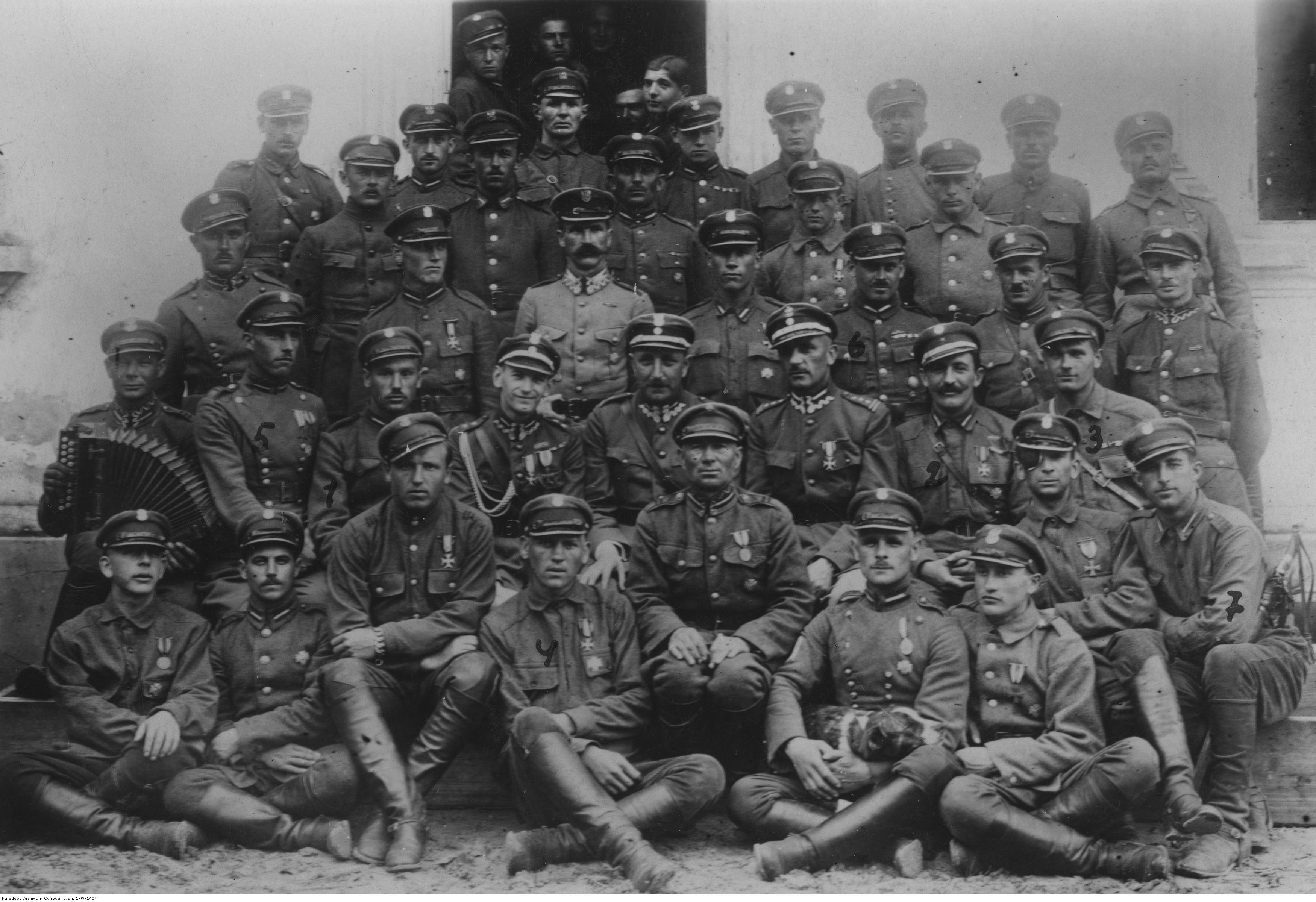
Oficerowie i podoficerowie 14. Pułku Ułanów Jazłowieckich; 1921 r.

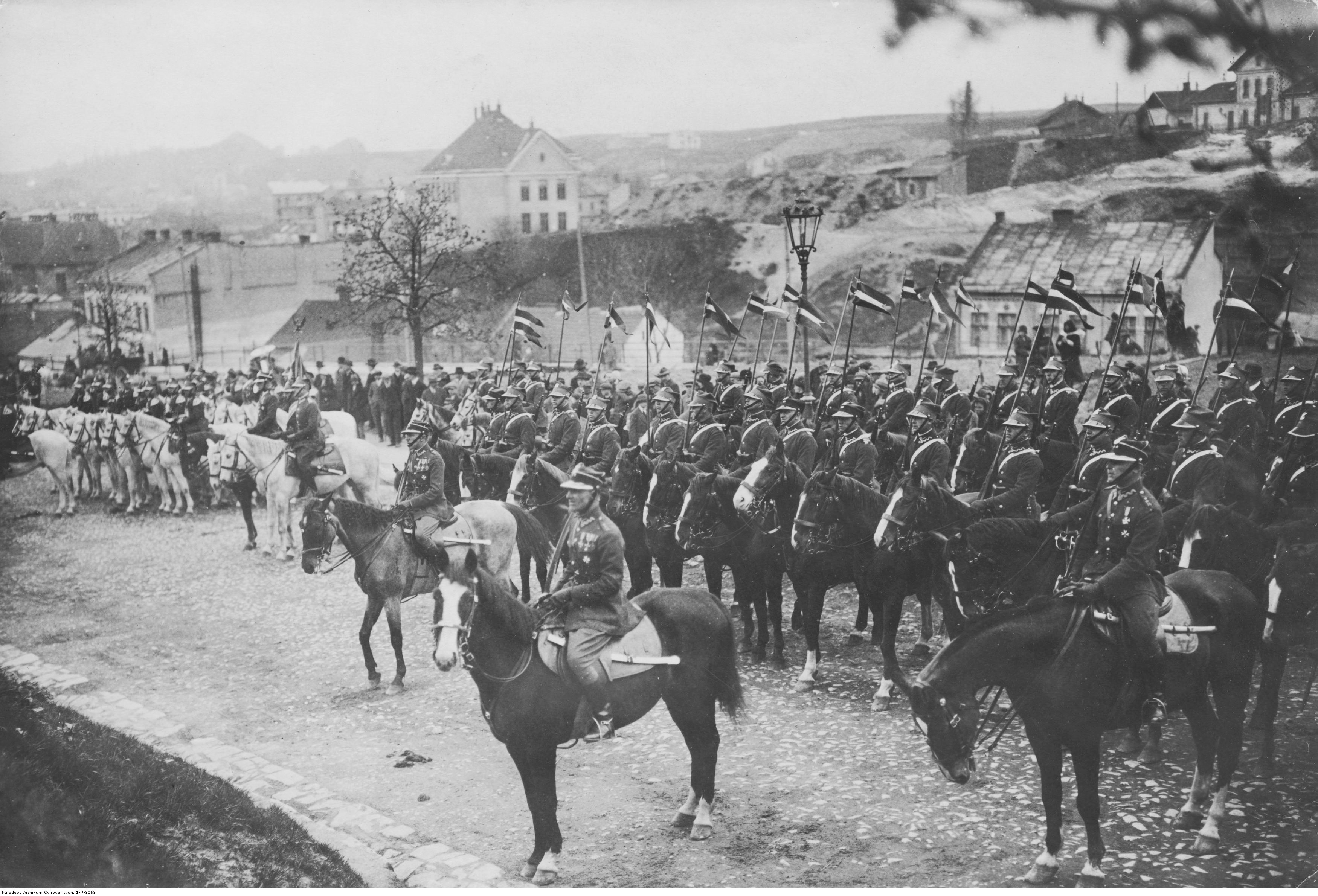
Rocznica bitwy pod Racławicami – 14 puł. podczas uroczystości we Lwowie 26 kwietnia 1927

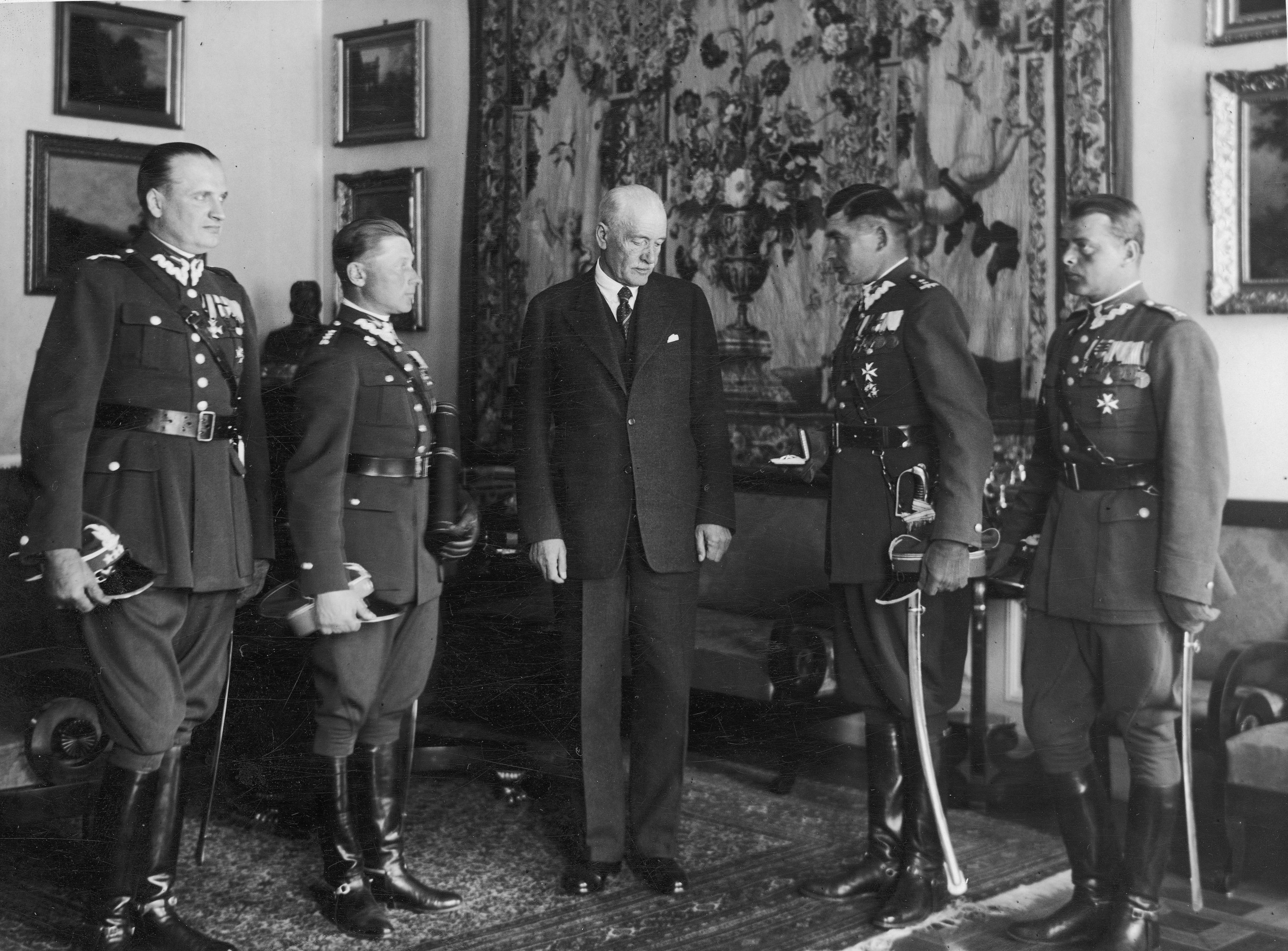
Wręczenie prezydentowi RP Ignacemu Mościckiemu odznaki pułkowej przez delegację 14 puł. 7 czerwca 1933

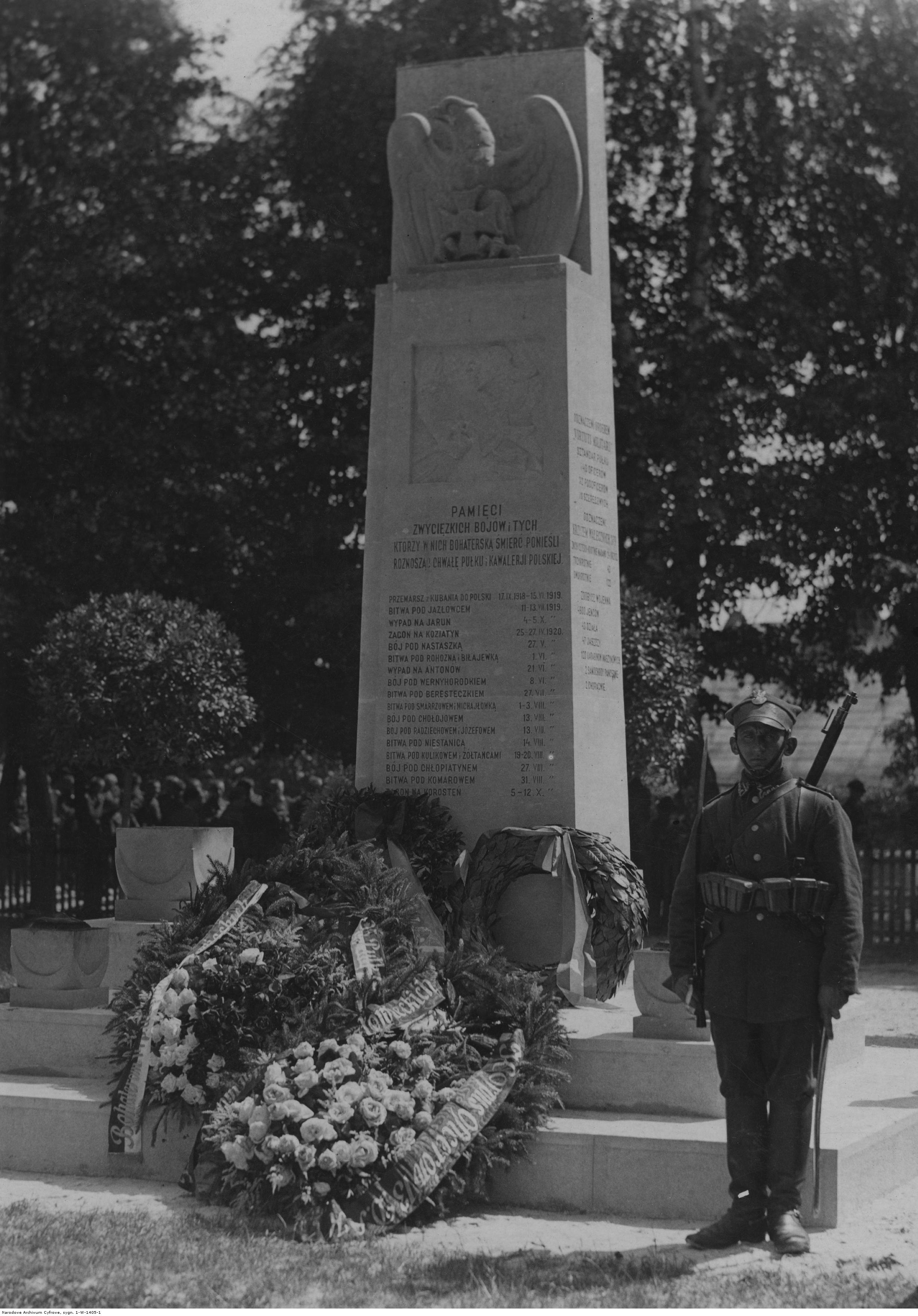
Warta przed pomnikiem ku czci poległych żołnierzy 14 puł. we Lwowie; lipiec 1933

14 Pułk Ułanów Jazłowieckich (14 puł.) – oddział kawalerii Wojska Polskiego II RP.
Święto pułku: od 1926 roku 11 lipca (rocznica bitwy pod Jazłowcem w 1919), wcześniej 8 grudnia (święto NMP Jazłowieckiej)
Miejsce postoju: garnizon Lwów.

## Pułk w walkach o niepodległość i granice

### Powstanie pułku i walki na obczyźnie
Zalążkiem pułku był utworzony w lutym 1918 w mołdawskiej miejscowości Ungheni szwadron polski, skupiający Polaków służących wcześniej w armii rosyjskiej. 
Na jego czele stanął oficer artylerii kpt. Szmidt. Jedynym oficerem kawalerii w oddziale był zastępca dowódcy ppor. Edward Godlewski.

Po nieudanej próbie dołączenia do II Korpusu Polskiego, w obliczu groźby rozbrojenia przez Niemców, szwadron dołączył do 2 pułku konnego rosyjskiej Armii Ochotniczej, zachowując jednak polskie oznaki i komendę. Wraz z „białymi” oddziałami szwadron przeszedł na Kubań w południowej Rosji i brał udział w walkach z bolszewikami m.in. pod Tarhową, Wielikokniażeską, Jekaterynodarem, Biełoglinną i Tichoriecką. W połowie sierpnia 1918 szwadron mocą umowy pomiędzy dowódcą rosyjskiej Armii Ochotniczej i generałem Lucjanem Żeligowskim podporządkowany został tworzącym się na Kubaniu oddziałom polskim. Wkrótce szwadron zreorganizowano jako dwuszwadronowy dywizjon, którego dowódcą został we wrześniu mjr Konstanty Plisowski. W październiku 1918 został zorganizowany trzeci szwadron (oficerski), a oddział oficjalnie przyjął nazwę dywizjon jazdy przy 4 Dywizji Strzelców Polskich. W drugiej połowie stycznia 1919 dywizjon przewieziony został drogą morską do Odessy na Ukrainie. Tam przyjął licznych ochotników i został rozwinięty w pułk ułanów 1 Dywizji Jazdy pod dowództwem majora Plisowskiego. Oddział liczył 98 oficerów oraz 530 podoficerów i ułanów w czterech szwadronach liniowych, szwadronie karabinów maszynowych i plutonie łączności. 1 szwadron pułku walczył u boku wojsk francuskich, greckich i „białych” rosyjskich z bolszewikami w okolicach Odessy i pod Tyraspolem. W kwietniu siły koalicyjne opuściły Odessę, odchodząc do Besarabii w Rumunii. Polacy osłaniali odwrót sojuszników, a pułk ułanów przekroczył graniczny Dniestr jako ostatni. Po dwumiesięcznym pobycie w Besarabii 15 czerwca 1919 niedaleko Śniatynia pułk ułanów przekroczył granicę rumuńską i przybył do Polski.

### Walki w Polsce
Z końcem czerwca pułk rozpoczął działania zbrojne w Małopolsce Wschodniej przeciwko oddziałom ukraińskim. Ułani walczyli nad Złotą Lipą, pod Sokołowem i nad Strypą. W dniach 11 do 13 lipca 1919 pułk w ciężkim boju pod Jazłowcem odparł atakujące oddziały ukraińskie (łącznie w sile dwóch i pół brygady) i nie dopuścił wroga do klasztoru Sióstr Niepokalanek w Jazłowcu. Po tym wydarzeniu NMP Jazłowiecka została patronką pułku, który przyjął nazwę Jazłowiecki. W dowód wdzięczności za uratowanie przed Ukraińcami wychowanki SS Niepokalanek z Jazłowca ufundowały pułkowi sztandar. Po wyparciu wojsk ukraińskich za Zbrucz pułk przeszedł na Wołyń, by walczyć z bolszewikami.
Numer „14” otrzymał w sierpniu 1919 wraz z oficjalnym zatwierdzeniem nazwy. Brał udział w kampanii 1920, w ramach której uczestniczył w zagonie na Koziatyn, wyprawie kijowskiej oraz bitwie pod Komarowem.
| Obsada personalna pułku w 1920 | Obsada personalna pułku w 1920             |
| Stanowisko                     | Stopień, imię i nazwisko                   |
| ------------------------------ | ------------------------------------------ |
| Dowódca                        | mjr Jerzy Bardziński (ranny 19 VIII)       |
| Dowódca                        | rtm. Piotr Massalski (od 19 VIII)          |
| Dowódca                        | rtm. Michał Belina-Prażmowski (od 27 VIII) |
| Dowódca                        | płk Sergiusz Zahorski (od 12 IX)           |
| Oficer łączności               | pchor. Knedlecki                           |
| Lekarz weterynarii             | por. lek. wet. Julian Kochanowski          |
| Dowódca dywizjonu              | rtm. Aleksander Sędzimir                   |
| Dowódca 1 szwadronu            | ppor. Walery Januszewski                   |
| Dowódca plutonu                | ppor, Franciszek Skibiński                 |
| Dowódca plutonu                | pchor. Władysław Nowacki                   |
| Dowódca 2 szwadronu            | por. Kazimierz Plisowski                   |
| Dowódca 3 szwadronu            | por. Witold Mosiewicz                      |
| Dowódca plutonu                | por. Józef Duszyński                       |
| Dowódca 4 szwadronu            | por. Edward Godlewski                      |
| Dowódca 4 szwadronu            | por. Czesław Jakubowski († 9 X)            |
| Dowódca 4 szwadronu            | ppor. Franciszek Skibiński                 |
| Dowódca plutonu                | ppor. Walery Januszewski                   |
| Dowódca plutonu                | ppor. Aleksander Kwiatkowski               |
| Dowódca plutonu                | ppor. Franciszek Skibiński                 |
| Dowódca plutonu                | pchor. Stanisław Kostkiewicz               |
| Dowódca szwadronu km           | ppor. Karol Wisłouch                       |
| Dowódca plutonu                | pchor. Jerzy Lipiński                      |
| Dowódca szwadronu technicznego | por. Protasowicki                          |
| Dowódca szwadronu technicznego | ppor. Michał Malczewski                    |
| Dowódca plutonu                | ppor. Leszek Pawłowski                     |
| Oficer pułku                   | por. Edward Dunin-Borkowski                |
| Oficer pułku                   | por. Franciszek Raciborski                 |
| Oficer pułku                   | ppor. Feliks Radyszkiewicz                 |
| Oficer pułku                   | pchor. Tadeusz Maciejowski                 |
| Oficer pułku                   | pchor. Józef Piotrowski († 19 VIII)        |
| Oficer pułku                   | pchor. Włodzimierz Szyld                   |
| Oficer pułku                   | rtm, Kazimierz Duchnowski                  |

14 sierpnia 1920, podczas bitwy 1 Dywizji Jazdy płk. Juliusza Rómmla pod Chołojowem z oddziałami 1 Armii Konnej Siemiona Budionnego, 14 pułk ułanów zajął stanowiska na lewym skrzydle dywizji pod Niestanicami. Zadaniem 14 pułku ułanów było osłonić lewe skrzydło dywizji, broniąc północnego i wschodniego skraju Niestanic, umożliwić odejście na Dobrotwór północnej kolumny, trzymając wieś do chwili, kiedy straż tylna tej kolumny osiągnie linię drogi Niestanice – Zalesie. Dowódca pułku mjr Jerzy Bardziński przyjął następujące ugrupowanie: spieszone 2 i 3 szwadrony obsadziły północny i wschodni skraj wsi, a szwadron techniczny skraj południowy. 1 szwadron por. Edwarda Dunina-Borkowskiego i 4 szwadron ppor. Edwarda Godlewskiego ześrodkowały się w centrum wsi i stanowiły odwód.  
Od rana wioskę próbowały zdobyć oddziały 45 Dywizji Strzelców, atakując z kierunku Pawłowa, ale dobrze zorganizowana polska obrona była dla nich przeszkodą nie do pokonania. Około 14.00 oddziały sowieckiej 14 Dywizji Kawalerii dokonały włamania na prawym skrzydle obrony 1 Dywizji Jazdy i zdobyły Chołojów. W tym samym czasie 45 Dywizja Strzelców wznowiła natarcie na Niestanice. Także od strony Chołojowa ukazały się ławy kozackie, zagrażające tyłom pułku. W takim położeniu dowódca pułku wprowadził do walki odwodowe szwadrony. Te przeszły do szarży, a dołączył do nich szwadron techniczny. Szarża trzech polskich szwadronów odrzuciła nieprzyjaciela aż pod Pawłów.
W tym czasie, gdy kończył się bój pod Niestanicami, straż tylna kolumny północnej zdołała podejść do skrzyżowania grobli niestanickiej z drogą na Chołojów-Dobrotwór, a odwrót oddziałów na linię Bugu ubezpieczał 8 pułk ułanów. Wieczorem pułki dywizji osiągnęły rubież Bugu na odcinku Dobrotwór-Sielec Bieńków, zastając tam własne oddziały piechoty.
Pułk w walkach stracił ogółem (polegli, zmarli od ran i chorób) 11 oficerów i ponad 100 podoficerów i ułanów. Rany odniosło 31 oficerów, 273 podoficerów i ułanów.
Krzyżem Virtuti Militari V. klasy nagrodzono 83 żołnierzy pułku, Krzyżem Walecznych – 239 żołnierzy, w tym 24 czterokrotnie, 43 trzykrotnie i 122 dwukrotnie. Wśród odznaczonych Krzyżem Walecznych był wachm. Hipolit Grzegorzewski.

### Mapy walk pułku

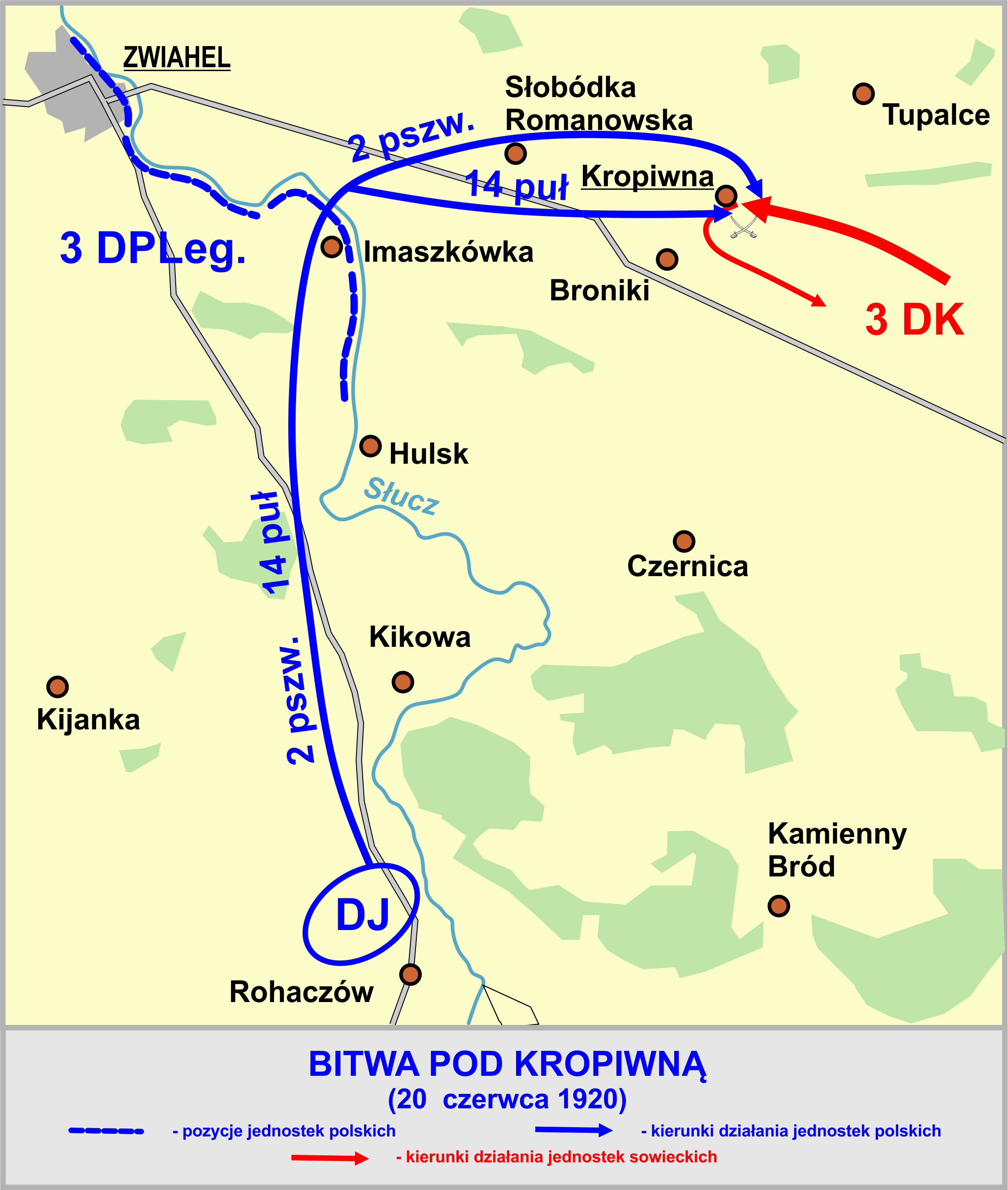
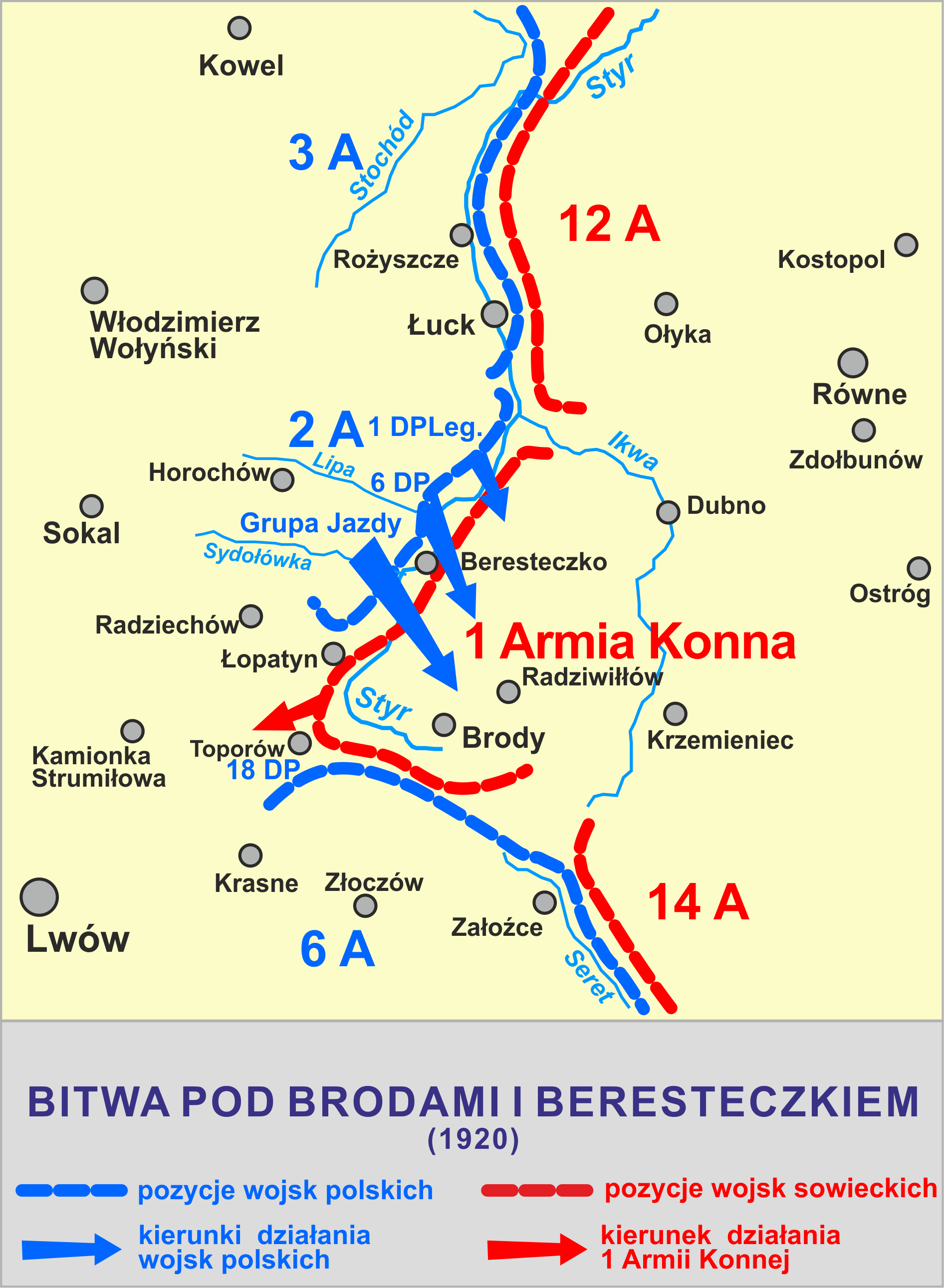
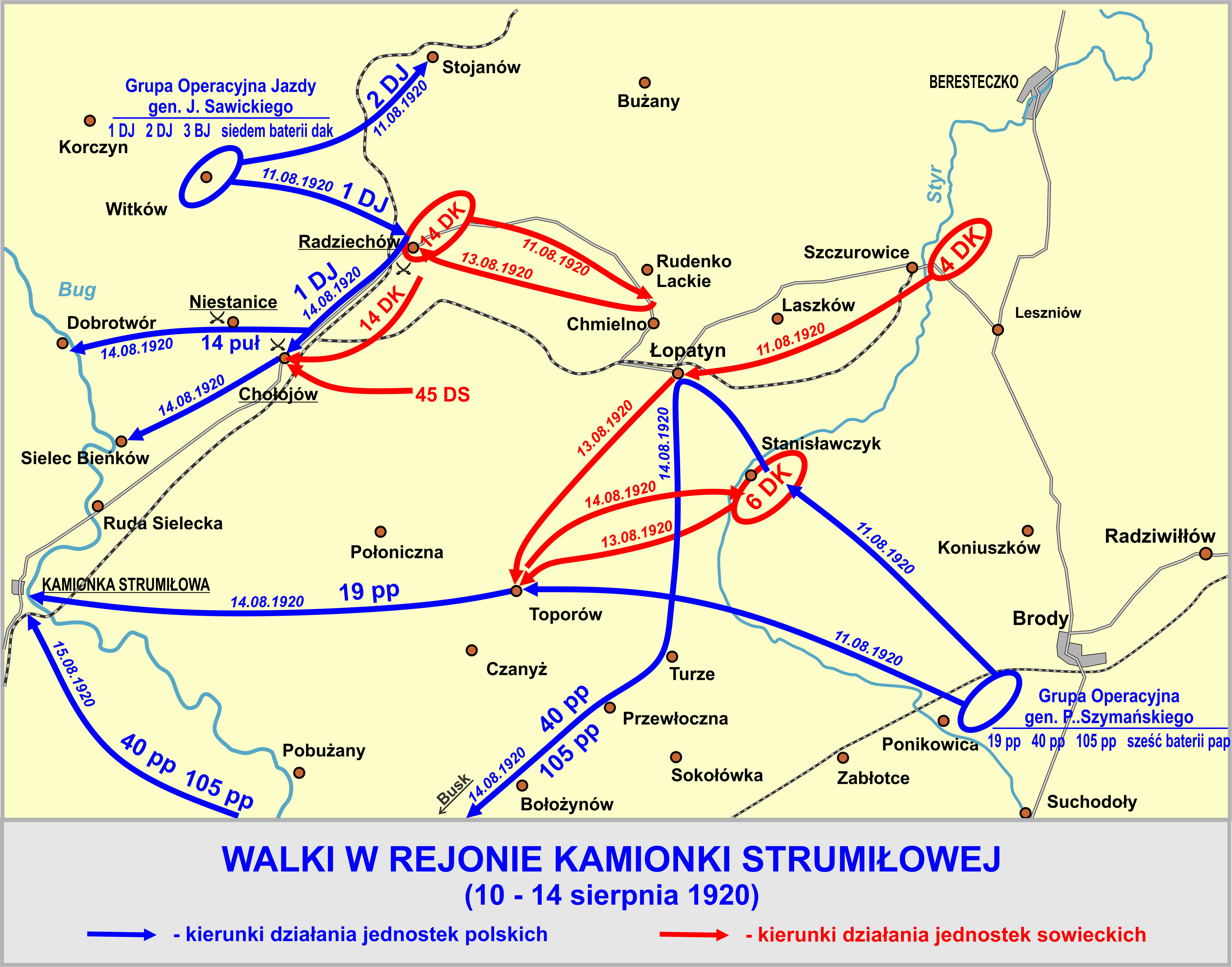
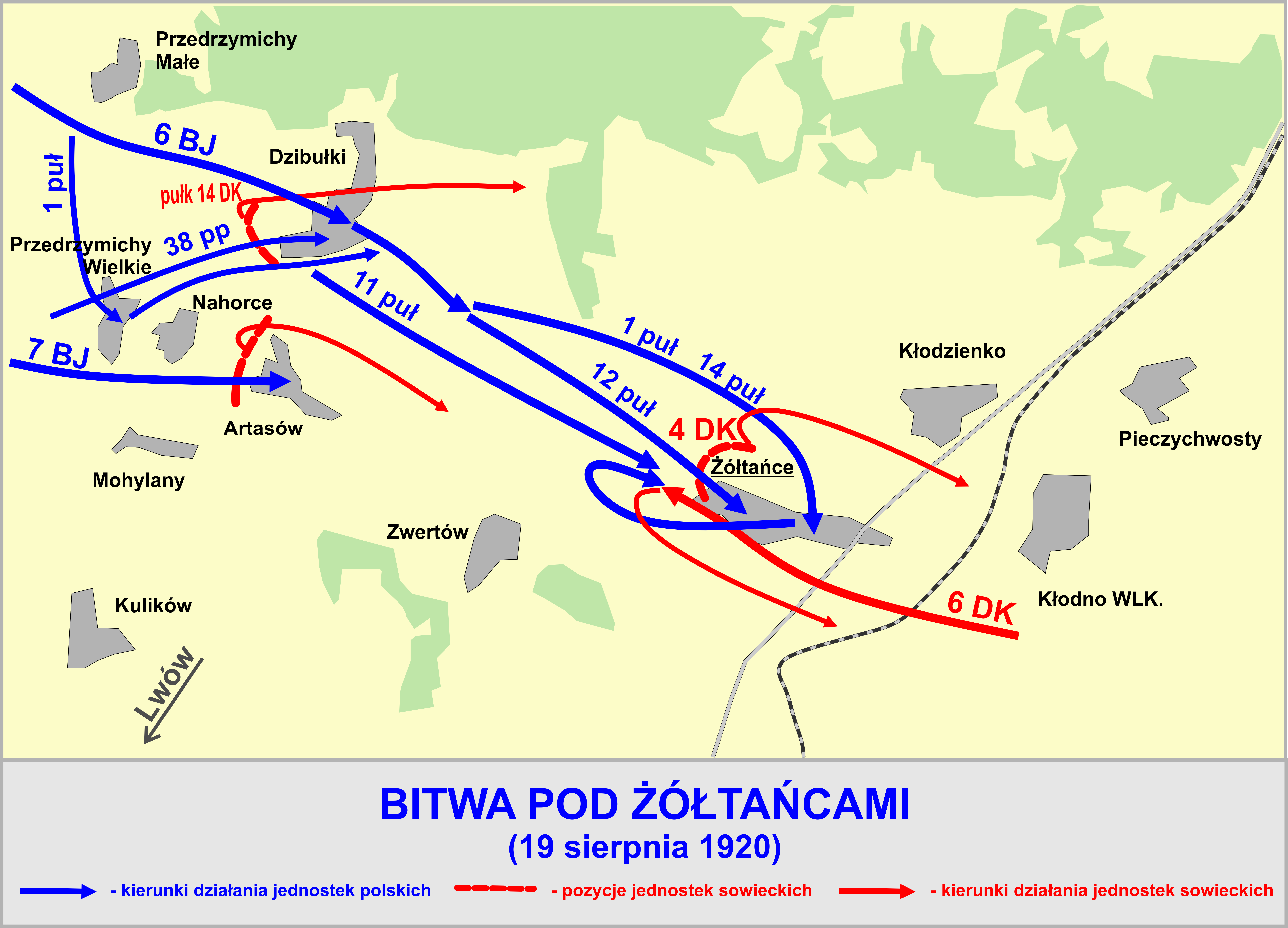
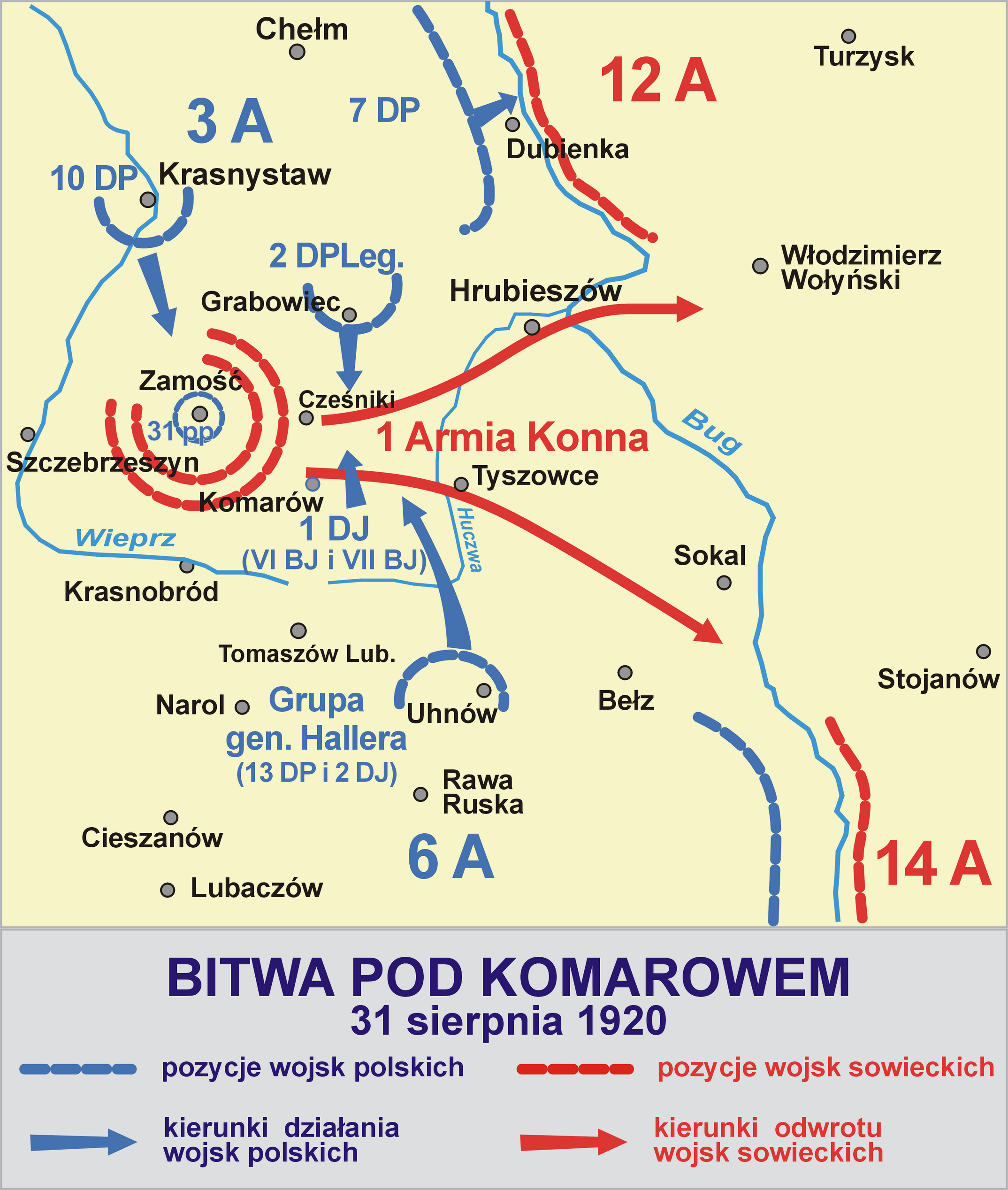

### Kawalerowie Virtuti Militari
| Żołnierze pułku odznaczeni Krzyżem Srebrnym Orderu Wojskowego Virtuti Militari za wojnę 1918–1920 | Żołnierze pułku odznaczeni Krzyżem Srebrnym Orderu Wojskowego Virtuti Militari za wojnę 1918–1920 | Żołnierze pułku odznaczeni Krzyżem Srebrnym Orderu Wojskowego Virtuti Militari za wojnę 1918–1920 |
| ------------------------------------------------------------------------------------------------- | ------------------------------------------------------------------------------------------------- | ------------------------------------------------------------------------------------------------- |
| sztandar 14 Pułku Ułanów Jazłowieckich                                                            | mjr Jerzy Bardziński                                                                              | ppor. Jerzy Berezowski (2504)                                                                     |
| rtm. Włodzimierz Bem de Cosban                                                                    | pchor. Bolesław Boczkowski                                                                        | plut. Franciszek Baranowicz                                                                       |
| ś.p. ppor. Władysław Buderacki                                                                    | rtm. Wiktor Czerniewicz                                                                           | ppor. Witold Czaykowski                                                                           |
| ś.p. por. Edward Dunin-Borkowski                                                                  | rtm. Kazimierz Duchnowski                                                                         | st. uł. Franciszek Dobrowolski                                                                    |
| ś.p. ppor. Wacław Dąbrowski                                                                       | pchor. Stanisław Dzienisiewicz                                                                    | uł. Stanisław Dworzański                                                                          |
| ppor. Ryszard Garniewicz                                                                          | ppor. Edward Józef Godlewski                                                                      | ś.p. wachm. Zenobiusz Graniczny                                                                   |
| st. wachm. Bronisław Gadzin                                                                       | wachm. Władysław Gwoździński                                                                      | uł. Antoni Grudziński                                                                             |
| plut. Franciszek Haczkowski                                                                       | kpr. Tadeusz Imach                                                                                | por. Janusz Iliński                                                                               |
| plut. Feliks Jarocki                                                                              | plut. Szymon Jadzewicz                                                                            | ś.p. por. Czesław Jakubowski                                                                      |
| kpr. Jan Kruszyński                                                                               | plut. Henryk Kościuszko                                                                           | ppor. Aleksander Kwiatkowski                                                                      |
| pchor. Stanisław Kostkiewicz                                                                      | st. uł. Kazimierz Kuźmiński                                                                       | kpr. Marian Ludwiczak                                                                             |
| plut. Jan Lipniewski                                                                              | rtm. Piotr Massalski                                                                              | kpr. Władysław Moycho                                                                             |
| kpr. Antoni Mikołajczyk                                                                           | por. Witold Mosiewicz                                                                             | wachm. Tadeusz Maciejowski                                                                        |
| wachm. Bronisław Małek                                                                            | wachm. Julian Matasow                                                                             | uł. Aleksander Madejski                                                                           |
| pchor. Władysław Nowacki                                                                          | kpr. Wacław (2518)                                                                                | por. Karol Olszowski                                                                              |
| wachm. Mikołaj Oksza-Czechawski                                                                   | płk Konstanty Plisowski                                                                           | ś.p. kpt. art. Michał Belina-Prażmowski                                                           |
| rtm. Kazimierz Plisowski                                                                          | st. uł. Józef Pazder                                                                              | ś.p. por. Dymitr Pedachowski                                                                      |
| ś.p. pchor. Józef Piotrowski                                                                      | por. Józef Poznański                                                                              | ś.p. plut. Stanisław Pecner                                                                       |
| por. Franciszek Raciborski                                                                        | plut. Leon Rybicki                                                                                | uł. Michał Rosenfeld                                                                              |
| ś.p. ppor. Feliks Radyszkiewicz                                                                   | rtm. Modest Romiszewski                                                                           | mjr Mieczysław Rożałowski                                                                         |
| pchor. Tadeusz Radzymiński                                                                        | uł. Romuald Rybiński                                                                              | ś.p. ppor. Jerzy Skarbek-Rudzki                                                                   |
| pchor. Włodzimierz Schild                                                                         | pchor. Roman Siedlecki                                                                            | plut. Mieczysław Sienkiewicz                                                                      |
| st. uł. Czesław Strzelecki                                                                        | kpr. Antoni Szczerbiński                                                                          | kpr. Gwido Salomon                                                                                |
| ppor. Franciszek Skibiński                                                                        | kpr. Leonard Siedlecki                                                                            | plut. Zygmunt Staniszewski                                                                        |
| kpr. Jerzy Strużyński                                                                             | st. uł. Roman Trojanowski                                                                         | kpr. Antoni Tyjewski                                                                              |
| plut. Kazimierz Wojtulewicz                                                                       | ppor. Karol Wisłouch                                                                              | por. Aleksander Wasilewski                                                                        |
| ś.p. por. Herald Westermark                                                                       | plut. Władysław Wilczyński                                                                        | wachm. Eugeniusz Zarański                                                                         |
| uł. Zygmunt Zatoński                                                                              | kpr. Benedykt Zawinowski                                                                          | por. Bohdan Zaremba (3930)                                                                        |

## Pułk w okresie pokoju
Koszary pułkowe

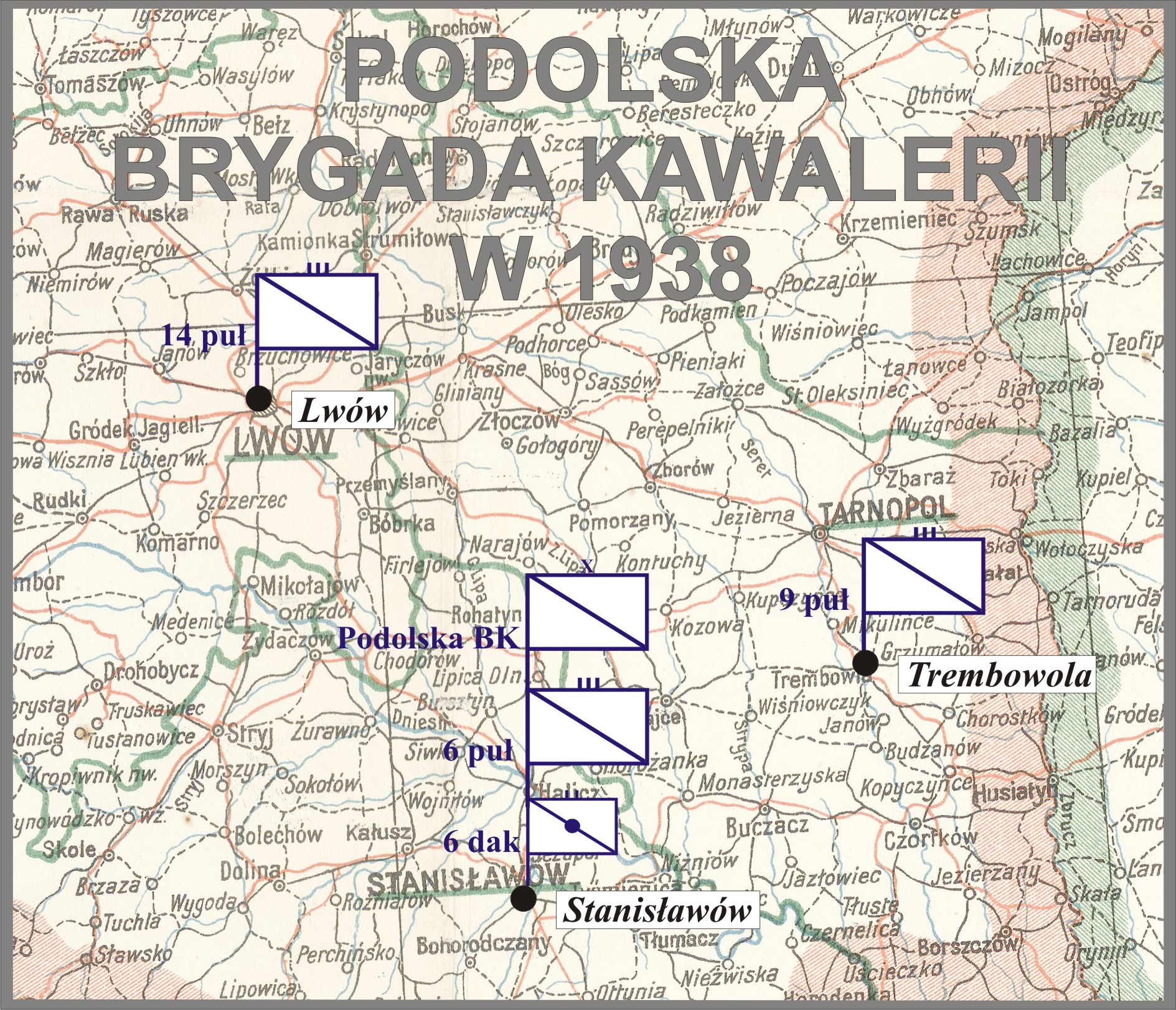
Podolska BK w 1938

W okresie pokoju pułk stacjonował we Lwowie, w poaustriackich Koszarach Dolnych przy ulicy Łyczakowskiej 74 i 103. Tu kwaterowała „kadra” pułku. Po wojnie polsko-bolszewickiej pułk wycofano nie do Lwowa, ale do Tomaszowa Lubelskiego i okolicznych miejscowości. Na początku kwietnia 1921 do „kadry” we Lwowie dołączył 2 szwadron, a rozkazem z 13 maja 1921 pozostałe szwadrony przeniesiono do poaustriackich zabudowań stadniny ogierów w Kołomyi oraz dwóch pobliskich wsi. Dodatkowo z oddziałów stacjonujących w Kołomyi wydzielono ponadetatowy, dwuplutonowy szwadron wykorzystywany do zadań asystencyjnych na Pokuciu.

W tym czasie we Lwowie trwał remont przeznaczonych dla pułku Koszar Górnych przy ul. Łyczakowskiej 150–158. 1 listopada 1921 oddziały pułku zakwaterowane zostały w wyremontowanych koszarach, a w Koszarach Dolnych pozostały szwadrony: 2., 3. (w kompleksie pod nr. 74) i zapasowy (kompleks nr 103). Ułani mieli do dyspozycji dwie duże kryte ujeżdżalnie i obszerny przykoszarowy plac ćwiczeń. Na terenie Koszar Górnych 11 lipca 1933 odsłonięto pomnik poległych projektu Wawrzyńca Dayczaka.

 Do czasów współczesnych (2020) zachowała się większość zabudowy obu kompleksów koszarowych we Lwowie. W byłych Koszarach Górnych część budynków pełni funkcje przemysłowe i handlowe. W Koszarach Dolnych przy ul. Łyczakowskiej 74 kwateruje (2020) Lwowski Oddział Straży Granicznej, a na posesji nr 103 wyburzono stajnie, ale zachował się budynek koszarowy – obecnie mieszkalny i biurowy. Zabudowania zakładu dr. Tarnawskiego w Kosowie istnieją do dziś w nie najlepszym stanie, choć ostatnio (2020) są sukcesywnie remontowane (ul. Kurortna – sanatorium „Kosów"). Dawna stadnina w Kołomyi „Ogiernia” (rejon ulic: O. Haleczko – K. Trylowskoho – O. Dowbusza) została nazwana Koszarami Dąbrowskiego i ostatecznie zajął ją I/11 pułku artylerii lekkiej. Po II wojnie światowej stacjonowały tu sowieckie wojska lotnicze. Obecnie (2020) krytą ujeżdżalnię i przyległe budynki zajmuje klub piłkarski. Inne obiekty (2018) temu były nieużytkowane.
Podległość
W latach 1921–1924 pułk wchodził w skład VI Brygady Jazdy. Wiosną 1924, wraz ze zmianą terminu „jazda" na „kawaleria", pułk wszedł w skład XVI Brygady Kawalerii z 4 Dywizji Kawalerii. Wiosną 1930 rozformowana została 4 Dywizja Kawalerii, a pułk znalazł się w składzie 6 Samodzielnej Brygady Kawalerii. Wiosną 1937 brygada ta została przeformowana w Podolską Brygadę Kawalerii. Zgodnie z rozkazem ministra spraw wojskowych O.V. L 33035 E z 1925 przy pułku stacjonował 4 szwadron samochodów pancernych.
We wrześniu 1930, pułk brał udział w pacyfikacji ludności ukraińskiej w powiecie bóbreckim.
W niedzielę 9 lipca 1939 podczas uroczystej koronacji figury Matki Bożej Jazłowieckiej płk Edward Godlewski odczytał akt poświęcenia się pułku jazłowieckiego opiece Matki Boskiej.
| Pułk w planie mobilizacyjnym „S”        | Pułk w planie mobilizacyjnym „S” | Pułk w planie mobilizacyjnym „S” |
| Nazwa pododdziału                       | Termin                           | Miejsce mobilizacji              |
| --------------------------------------- | -------------------------------- | -------------------------------- |
| dowódca pułku z drużyną                 | alarm                            | Lwów                             |
| pluton łączności                        | alarm                            | Lwów                             |
| 1÷4 szwadrony                           | alarm                            | Lwów                             |
| szwadron karabinów maszynowych          | alarm                            | Lwów                             |
| szwadron pionierów nr 114               | alarm                            | Lwów                             |
| szwadron kawalerii nr 126               | 8                                | Lwów                             |
| pluton ckm nr 126                       | 8                                | Lwów                             |
| szwadron samochodów pancernych nr 106   | alarm                            | Lwów                             |
| szwadron samochodów pancernych nr 114   | 6                                | Lwów                             |
| Kwatera Główna nr 114 (I eszelon)       | alarm                            | Lwów                             |
| Kwatera Głowna nr 114 (II eszelon)      | 4                                | Lwów                             |
| poczta polowa nr 36                     | 4                                | Lwów                             |
| sąd polowy nr 114                       | 4                                | Lwów                             |
| uzupełnienie do czasu „W”               | 5                                | Lwów                             |
| uzupełnienie szwadronu pionierów nr 114 | 5                                | Lwów                             |
| dowódca brygady nr 16                   | alarm                            | Lwów                             |
| szwadron marszowy 1/14 puł              | 18                               | Lwów                             |
| pluton marszowy nr 1/114 szw. pionerów  | 18                               | Lwów                             |
| pluton marszowy nr 1/126                | 18                               | Lwów                             |
| szwadron zapasowy                       | do 15                            | Lwów                             |

| Obsada personalna i struktura organizacyjna w marcu 1939: | Obsada personalna i struktura organizacyjna w marcu 1939: |
| Stanowisko                                                | Stopień, imię i nazwisko                                  |
| --------------------------------------------------------- | --------------------------------------------------------- |
| dowódca pułku                                             | płk Edward Józef Godlewski                                |
| I zastępca dowódcy                                        | ppłk Zygmunt Mikołaj Ważyński                             |
| adiutant                                                  | por. Franciszek Malanowski (*)                            |
| lekarz medycyny                                           | por. lek. Kazimierz Michał Kosiński                       |
| lekarz weterynarii                                        | kpt. Kazimierz Furdyna                                    |
| II zastępca dowódcy (kwatermistrz)                        | mjr Karol Wiernicki                                       |
| oficer mobilizacyjny                                      | mjr Adam Henryk Stanisław Wilczek                         |
| zastępca oficera mobilizacyjnego                          | rtm. Tadeusz Płoski                                       |
| oficer administracyjno-materiałowy                        | rtm. adm. (kaw.) Witold Jan Kowalski                      |
| dowódca szwadronu gospodarczego                           | por. Franciszek Malanowski (*)                            |
| oficer gospodarczy                                        | kpt. int. Zygmunt Dawidowicz                              |
| oficer żywnościowy                                        | chor. Bronisław Gadzin                                    |
| dowódca plutonu łączności                                 | por. Leon Rzewuski                                        |
| dowódca plutonu kolarzy                                   | ppor. Zbigniew Kazimierz Wacek (*)                        |
| dowódca plutonu ppanc.                                    | por. Marian Wojciech Kawalec                              |
| dowódca 1 szwadronu                                       | p.o. por. Konstanty Bordziłowski                          |
| dowódca plutonu                                           | ppor. Cyryl Czarkowski-Golejewski                         |
| dowódca plutonu                                           | ppor. Zbigniew Franciszek Panesz                          |
| dowódca 2 szwadronu                                       | p.o. por. Jerzy Władysław Sokołowski                      |
| dowódca plutonu                                           | ppor. Edward Maria Antoni Cordes                          |
| dowódca plutonu                                           | ppor. Zbigniew Zygmunt Żurowski                           |
| dowódca 3 szwadronu                                       | rtm. Włodzimierz Korytkowski                              |
| dowódca plutonu                                           | ppor. Gerard Bazyli Korolewicz                            |
| dowódca plutonu                                           | ppor. Władysław Tychanowicz                               |
| dowódca plutonu                                           | chor. Józef Wilkosz                                       |
| dowódca 4 szwadronu                                       | rtm. Józef Bokota                                         |
| dowódca plutonu                                           | por. Marian Walicki                                       |
| dowódca plutonu                                           | ppor. Zbigniew Kazimierz Wacek (*)                        |
| dowódca plutonu                                           | ppor. Wiktor Ziemiński                                    |
| dowódca szwadronu km                                      | p.o. por. Czesław Sochocki                                |
| dowódca plutonu                                           | por. Aleksander Zieńczyk                                  |
| dowódca plutonu                                           | por. Konstanty Marcin Juszczak                            |
| dowódca szwadronu zapasowego                              | mjr Stefan Starnawski                                     |
| zastępca dowódcy                                          | rtm. Jerzy Strużyński                                     |
| na kursie                                                 | rtm. Roman Dzierżanowski                                  |
| na kursie                                                 | rtm. Andrzej Szajowski                                    |
| na kursie                                                 | rtm. Andrzej Heliodor Antoni Sozański                     |

## W kampanii wrześniowej

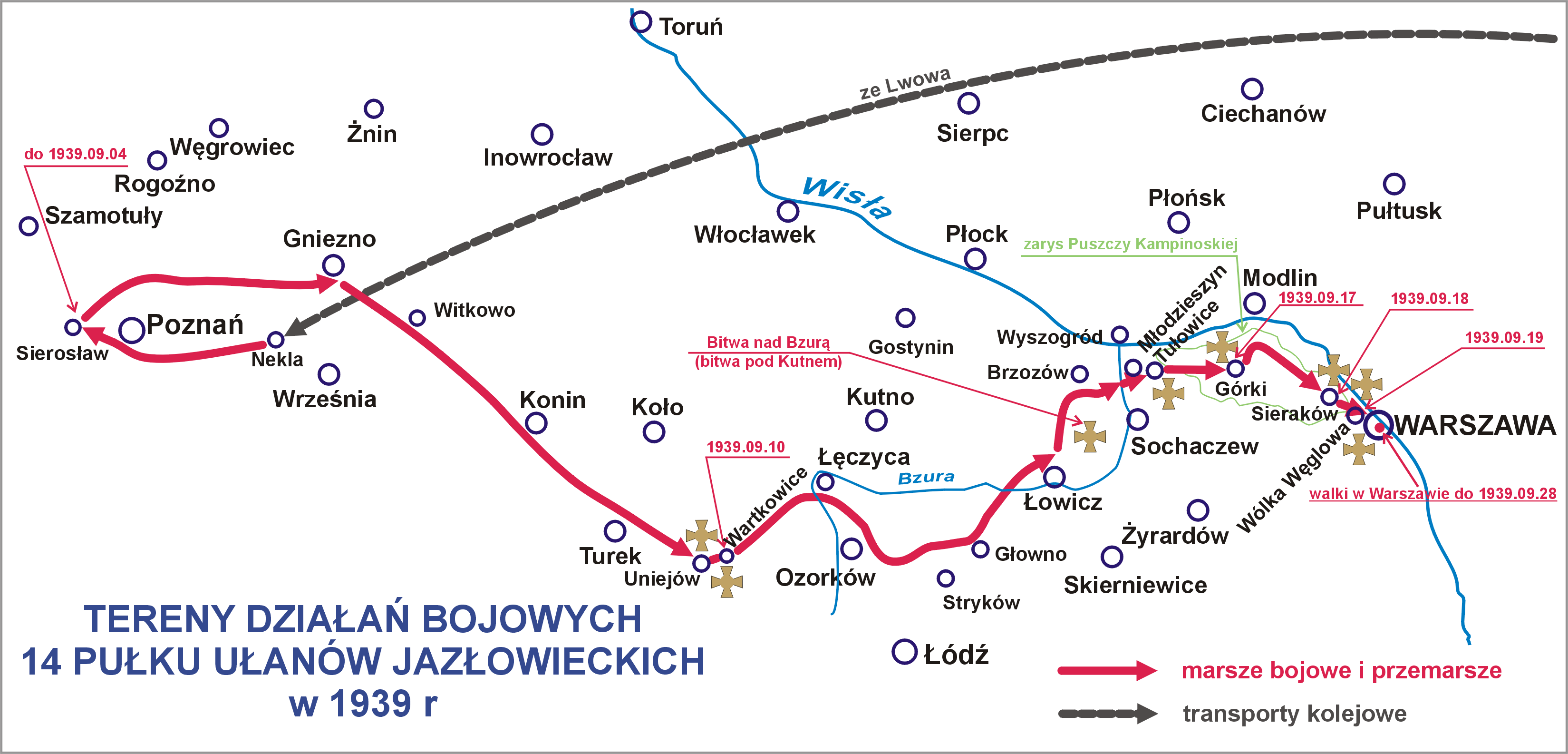
Tereny działań bojowych Pułku w 1939

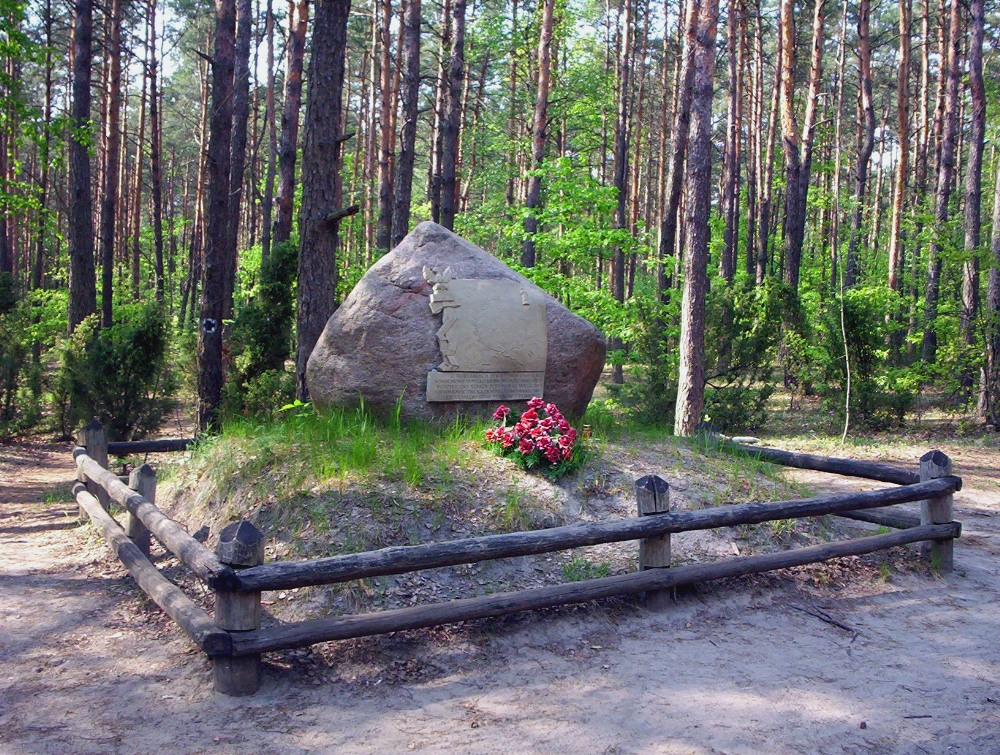
Kamień Ułanów Jazłowieckich w Puszczy Kampinoskiej

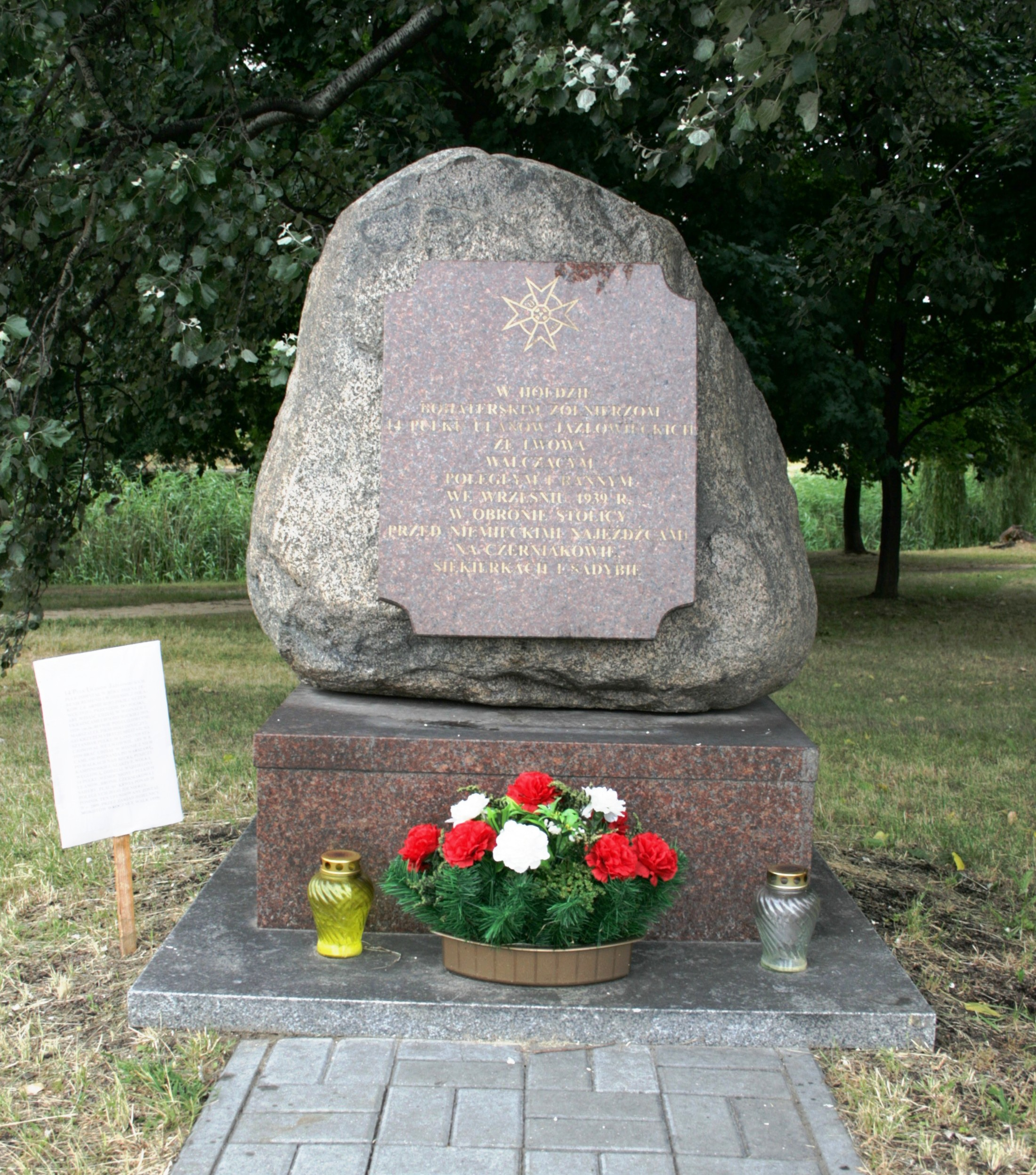
Kamień poświęcony walkom Pułku przy skrzyżowaniu ul. Powsińskiej i Idzikowskiego

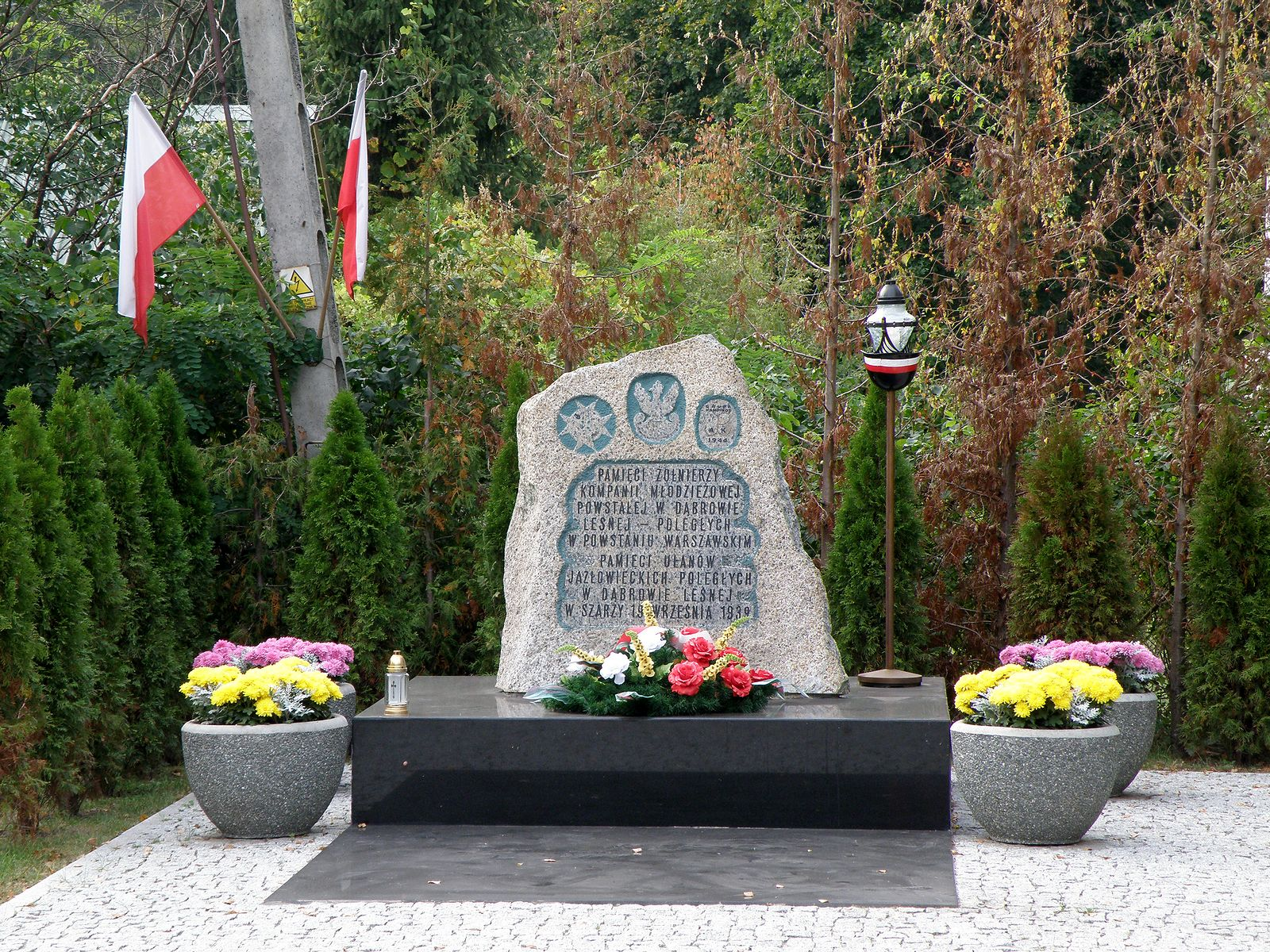
Pomnik w Łomiankach-Dąbrowie Leśnej upamiętniający szarżę pod Wólką Węglową w 1939

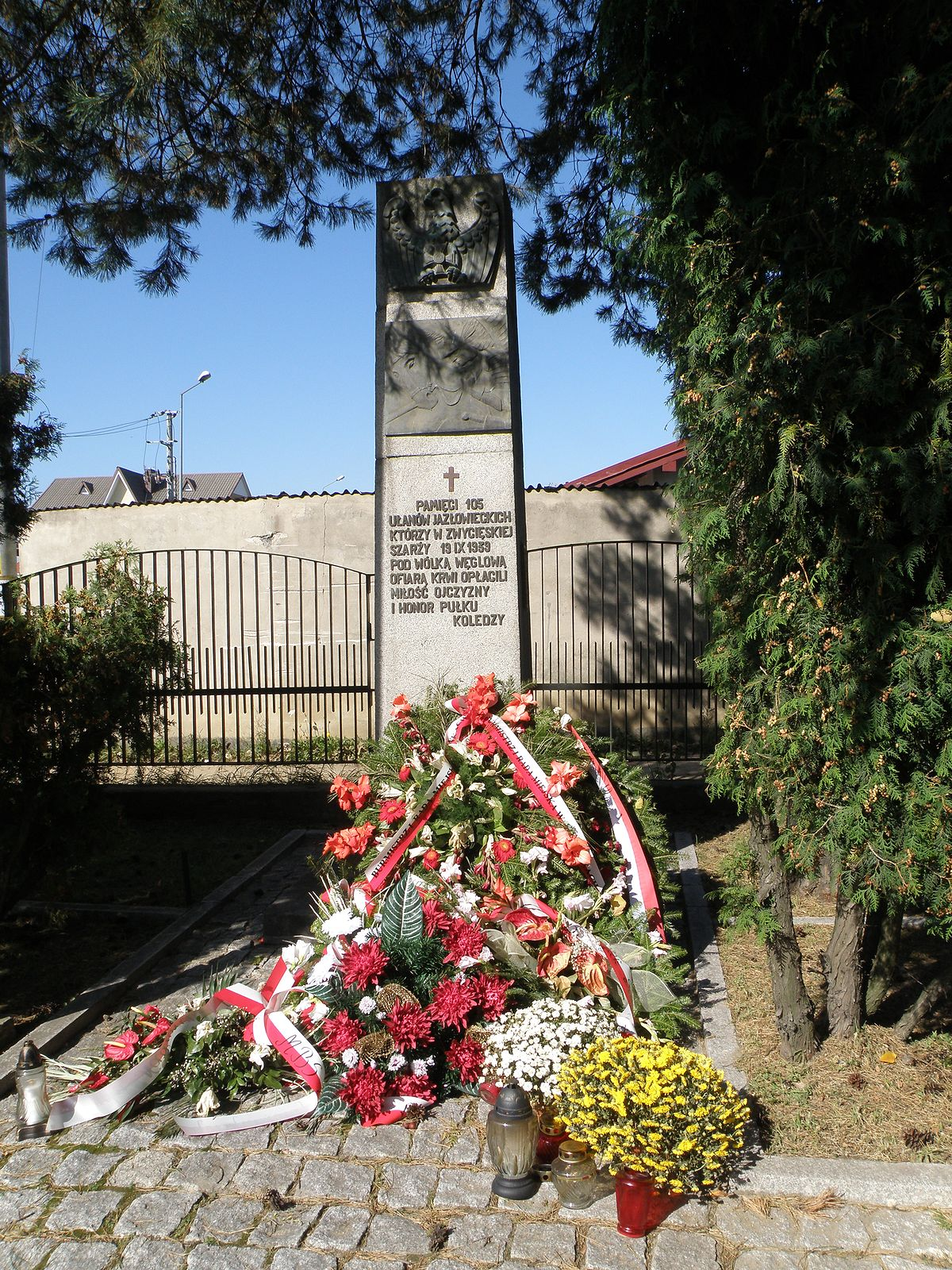
Pomnik na cmentarzu w Kiełpinie upamiętniający poległych ułanów, kopia pomnika który znajdował się w koszarach w Jazłowcu

W 1939 pułk w ramach macierzystej Podolskiej Brygady Kawalerii, walczył w składzie Armii „Poznań”.
Bezpośrednio po mobilizacji, 27 sierpnia, pułk został przetransportowany do miejscowości Nekla niedaleko Wrześni. Po wyładowaniu został skierowany w okolice Sierosławia, wsi położonej około dziesięciu kilometrów na zachód od Poznania do zabezpieczenia przejścia między Jeziorem Niepruszewskim a Jeziorem Lusowskim. Zgodnie z dalszymi rozkazami od 4 września przeszedł w rejon Gniezna i dalej przez Witkowo, Słupcę, okolice Konina do Uniejowa, gdzie przybył 9 września. W następnych dniach stoczył zwycięskie boje pod miastem i na wschód od niego pod Gostkowem i Wartkowicami.
Następnie skierował się w okolice Łęczycy i po osiągnięciu linii Ozorków – Stryków przeszedł w rejon Łowicza, który został zdobyty przez wojska Armii „Poznań” 11 września. Grupa Operacyjna Kawalerii gen. Grzmota-Skotnickiego działała następnie (na północ od Łowicza) na kierunku Brzozów – Budy Stare – rejon Młodzieszyna i w okolicach Brochowa przekroczyła Bzurę. W rejonie Tułowic, na skraju Puszczy Kampinoskiej, toczyła bardzo ciężkie boje, przebijając się przez okrążenie. Ranny pod Tułowicami gen. Grzmot-Skotnicki zmarł następnego dnia, a obowiązki dowódcy Grupy Operacyjnej, w której składzie działał pułk, przejął gen. Abraham. Grupa skierowała się w kierunku zachodnim, w głąb Puszczy Kampinoskiej. W ciężkich marszach dotarła do miejscowości Górki około 16 kilometrów od Tułowic. Tam stoczyła 17 września wielogodzinny, zwycięski bój z nieprzyjacielem i w pierwszej fazie pomaszerowała w kierunku Modlina, jednak dowódca Grupy zmienił rozkazy i skierował oddziały na odsiecz Warszawie. Pułk brał udział w zajęciu Sierakowa leżącego na wschodnim skraju Puszczy Kampinoskiej, niedaleko granic stolicy. Dowódca pułku płk Godlewski zdecydował się na atak na umocnione pozycje nieprzyjaciela. 19 września 1939 w okolicach Dąbrowy Leśnej 14 pułk przeprowadził szarżę (Szarża pod Wólką Węglową), w wyniku czego część Armii „Poznań” po bitwie nad Bzurą weszła do Warszawy i znacząco wzmocniła szeregi obrońców stolicy. Szarża znana i sławna wówczas w Europie, została porywająco opisana przez włoskiego korespondenta wojennego Mario Appeliusa. W szarży pułk poniósł poważne straty – ok. 100 zabitych i 100 rannych. Przez Bielany nad Wisłą posuwał się w kierunku południowym do koszar 1 pułku szwoleżerów przy ul. 29 Listopada. Zdziesiątkowany pułk został połączony z 6 pułkiem Ułanów Kaniowskich, z którym wspólnie walczył w Podolskiej Brygadzie Kawalerii. Do kapitulacji stolicy 28 września prowadził walki w rejonie ul. Czerniakowskiej.
Szwadron marszowy pułku od 12 września podporządkowany był 10 Brygadzie Kawalerii i w jej składzie walczył pod Lwowem. 24 września jeden ze szwadronów pułku przeprowadził szarżę na pozycje jednostek Armii Czerwonej w czasie bitwy pod Husynnem.
Ponieważ sztandar pułku posiadał już wstęgę orderu Virtuti Militari za wojnę polsko-bolszewicką, decyzją Rady Trzech (Kapituły Orderu Virtuti Militari) w Londynie pułk uzyskał prawo umieszczenia na wstędze biało-czerwonej przy sztandarze napisu: „Wyróżniony za niezwykłe męstwo w kampanii 1939 w Polsce”.
Za udział w walkach z Niemcami w 1939 ułanom pułku nadano trzy krzyże Virtuti Militari IV klasy i 25 V klasy oraz 42 Krzyże Walecznych.
| Struktura organizacyjna i obsada personalna we wrześniu 1939 | Struktura organizacyjna i obsada personalna we wrześniu 1939 |
| Stanowisko                                                   | Stopień, imię i nazwisko                                     |
| Dowództwo                                                    | Dowództwo                                                    |
| ------------------------------------------------------------ | ------------------------------------------------------------ |
| dowódca pułku                                                | płk Edward Józef Godlewski                                   |
| dowódca pułku                                                | od 26 IX rtm. Andrzej Sozański                               |
| zastępca dowódcy pułku                                       | ppłk Zygmunt Mikołaj Ważyński                                |
| oficer żywnościowy i p.o. kwatermistrza                      | chor. Bronisław Gadzin                                       |
| adiutant                                                     | por. Franciszek Malanowski                                   |
| oficer ordynansowy                                           | ppor. Jerzy Weisman-Zawidowski                               |
| oficer informacyjny                                          | ppor. Stefan Fiema                                           |
| oficer broni                                                 | por. Wilhelm Kullmann                                        |
| oficer gazowy                                                | ppor. Roman Izierski                                         |
| dowódca szwadronu gospodarczego                              | por. inż. Alfred Godlewski                                   |
| szef                                                         | st. wachm. Michał Skopowski                                  |
| płatnik                                                      | p.o. st. wachm. Kazimierz Doroszka                           |
| lekarz                                                       | ppor. lek. Kazimierz Kosiński                                |
| lekarz weterynarii                                           | ppor. lek. wet. Jarosław Piechowicz                          |
| kapelan                                                      | ks. Michał Lewandowski                                       |
| szef kancelarii                                              | st. wachm. Władysław Piórek                                  |
| 1 szwadron                                                   |                                                              |
| p.o. dowódcy                                                 | ppor. Zbigniew Franciszek Panesz                             |
| dowódca 1 plutonu                                            | ppor. Harry Daube                                            |
| dowódca 2 plutonu                                            | ppor. Aleksander Marczyński                                  |
| dowódca 3 plutonu                                            | wachm. Gracjan Świątkiewicz                                  |
| szef szwadronu                                               | st. wachm. Jan Przybyła                                      |
| 2 szwadron                                                   |                                                              |
| dowódca szwadronu                                            | rtm. Roman Feliks Dzierżanowski                              |
| dowódca 1 plutonu                                            | ppor. Zbigniew Żurowski                                      |
| dowódca 2 plutonu                                            | ppor. Edward Marian Cordes                                   |
| dowódca 3 plutonu                                            | por. Franciszek Szlachcic                                    |
| szef szwadronu                                               | plut. Michał Olearnik                                        |
| 3 szwadron                                                   |                                                              |
| dowódca szwadronu                                            | por. Marian Walicki                                          |
| dowódca 1 plutonu                                            | ppor. Gerard Bazyli Korolewicz                               |
| dowódca 2 plutonu                                            | ppor. Jerzy Paweł Szolc                                      |
| dowódca 3 plutonu                                            | ppor. Eugeniusz Iwanowski                                    |
| szef szwadronu                                               | st. wachm. Kazimierz Juźwa                                   |
| 4 szwadron                                                   |                                                              |
| dowódca szwadronu                                            | rtm. Józef Bokota                                            |
| dowódca 1 plutonu                                            | por. Bolesław Kostkiewicz                                    |
| dowódca 2 plutonu                                            | ppor. Zygmunt Kostiuk                                        |
| dowódca 3 plutonu                                            | ppor. Jerzy Torosiewicz                                      |
| szef szwadronu                                               | st. wachm. Rudolf Zenkner                                    |
| szwadron ckm                                                 |                                                              |
| dowódca szwadronu                                            | rtm. Andrzej Heliodor Sozański                               |
| dowódca 1 plutonu                                            | por. Jerzy Fedorowicz                                        |
| dowódca 2 plutonu                                            | ppor. Władysław Tychanowicz                                  |
| dowódca 3 plutonu                                            | wachm. pchor. Leszek Biłyk                                   |
| szef szwadronu                                               | wachm. Jan Dzieliński                                        |
| pododdziały specjalne                                        |                                                              |
| dowódca plutonu kolarzy                                      | ppor. Zbigniew Wacek                                         |
| dowódca plutonu ppanc.                                       | ppor. Wiktor Ziemiński                                       |
| dowódca plutonu łączności                                    | por. Leon Rzewuski                                           |

### Kawalerowie Virtuti Militari
| Żołnierze pułku odznaczeni Orderem Virtuti Militari za kampanię wrześniową 1939 | Żołnierze pułku odznaczeni Orderem Virtuti Militari za kampanię wrześniową 1939 | Żołnierze pułku odznaczeni Orderem Virtuti Militari za kampanię wrześniową 1939 |
| ------------------------------------------------------------------------------- | ------------------------------------------------------------------------------- | ------------------------------------------------------------------------------- |
| Krzyżem Złotym:                                                                 |                                                                                 |                                                                                 |
| płk Edward Józef Godlewski                                                      | rtm. Józef Bokota                                                               | chor. Bronisław Gadzin                                                          |
| Krzyżem Srebrnym:                                                               |                                                                                 |                                                                                 |
| mjr dypl. kaw. Jerzy Falkowski                                                  | rtm. Dzierżanowski Roman                                                        | rtm. Łubieński Stanisław                                                        |
| rtm. Sozański Andrzej                                                           | por. Fedorowicz Jerzy                                                           | por. Godlewski Alfred                                                           |
| por. Malanowski Zdzisław                                                        | por. Walicki Marian                                                             | ppor. Iwanowski Eugeniusz                                                       |
| ppor. Korolewicz Gerard                                                         | ppor. Kostiuk Jerzy                                                             | ppor. Longchamps de Bérier Jacek                                                |
| ppor. Marczyński Aleksander                                                     | ppor. Panesz Zbigniew                                                           | ppor. Scholz Jerzy Paweł                                                        |
| ppor. Tychanowicz Władysław                                                     | ppor. Wiktor Ziemiński                                                          | ppor. Żurowski Zbigniew                                                         |
| pchor. Brykczyński Tadeusz                                                      | pchor. Szturma Stanisław                                                        | st. wachm. Przybyła Jan                                                         |
| plut. Gajda Bartłomiej                                                          | plut. Piasecki Boromeusz                                                        | kpr. Buszta Antoni                                                              |
| kpr. Czech Bronisław                                                            | kpr. Maziarski Feliks                                                           | st. uł. Osemlok Józef                                                           |
| uł. Król Józef                                                                  |                                                                                 |                                                                                 |

## Symbole pułkowe

### Sztandar

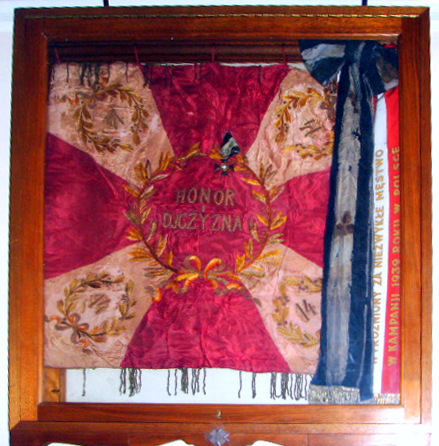
Sztandar 14 pułku w Instytucie im. Sikorskiego w Londynie

Sztandar ufundowany przez grono wychowanek sióstr niepokalanek w Jazłowcu pod przewodnictwem Teresy hr. Łubieńskiej wręczył i udekorował orderem Virtuti Militari marszałek Józef Piłsudski w Siwej Dolinie pod Tomaszowem Lubelskim 20 marca 1921.
Za walki w latach 1918–20 sztandar pułku został odznaczony orderem Virtuti Militari V klasy (nadanie nr 2514) osobiście przez Naczelnego Wodza marszałka Józefa Piłsudskiego 20 marca 1921, za walki w 1939 udekorowany wstęgą w barwach narodowych. Jak podano, Order Virtuti Militari nadano „jako nagrodę za krew przelaną, za trudy i cierpienia i za to, że w chwilach ogólnego zwątpienia pułk nie zwątpił o zwycięstwie i śmiało idąc ku niemu, pociągnął innych”.
W kampanii wrześniowej sztandar towarzyszył pułkowi w walce. 19 września pułk w szyku konnym uderzał w kierunku na Wólkę Węglową. Galopujący za dowódcą pułku poczet sztandarowy znalazł się w ogniu nieprzyjacielskiej artylerii. Ciężko ranny sztandarowy upuścił sztandar. Znalazł się on na chwilę w rękach niemieckich. Relacje świadków nie są spójne, niemniej jednak niebezpieczeństwo było znaczne. Za uratowanie sztandaru kapral Czech został udekorowany orderem Virtuti Militari. Całe zdarzenie dość dokładnie opisał też włoski korespondent wojenny Mario Appelus.
Po szarży pod Wólką Węglową sztandar przywieziono do Warszawy. Oddzielnie dotarła na Bielany i do Warszawy szarfa chorążego (bandolier). 29 września adiutant pułku odczytał rozkaz gen. Rómmla o kapitulacji. Następnie odczytano rozkaz o odznaczeniach. Po dekoracji przed frontem żołnierzy po raz ostatni przedefilował symbol pułkowy. Adiutant pułku otrzymał rozkaz ukrycia sztandaru. Wtedy odczepiony został płat od drzewca.
Dowódca Armii „Warszawa” gen. Rómmel w rozkazie z 28 września adresowanym do Podolskiej BK stwierdził: […] Stawiam wniosek o najwyższe odznaczenie pułków nadaniem orderu Virtuti Militari na ich sztandary: IV kl. na sztandar 14 pułku Ułanów Jazłowieckich.
Pod koniec września 1939 do domu Józefa i Janiny Narbutowiczów przy ul. Nowogrodzkiej 25/7 zgłosił się por. Malanowski. Przyniósł na przechowanie płat sztandaru, grot (orła) oraz łącze drzewca. W czasie okupacji i powstania warszawskiego sztandar nie doznał uszczerbku. Po powstaniu Narbutowiczowie zostali ewakuowani pod Radomsko. Po powrocie do stolicy w marcu 1945 stwierdzili, że części metalowe ze strychu zniknęły wraz z ich rzeczami osobistymi. Płat sztandaru, tkwiący w materacu w mieszkaniu, pozostał nietknięty.
Po śmierci pani Narbutowicz w 1959 jej syn inż. Romuald Narbutowicz przejął płat sztandaru i przeniósł go do swego mieszkania. Niedługo potem otrzymał list od por. Malanowskiego, który polecił mu przekazać sztandar jego bratu, Janowi Malanowskiemu. Narbutowicz, w myśl wcześniejszych wskazań matki, czuł się zobowiązany oddać sztandar depozytorowi. Zaznaczył jednak, że jego zdaniem właściwym miejscem dla sztandaru jest Muzeum WP. Jeden z warszawskich „jazłowiaków” dowiedział się wkrótce z listu od kolegi z Anglii, że sztandar znajduje się w Londynie. Spowodowało to liczne protesty krajowych kombatantów.
Udało się również wyjaśnić losy grotu z orłem. W muzealnym magazynie wśród dawniejszych, nieprzepisowych sztandarów, zdeponowanych przez pułki przed wojną, natrafiono na nieopisanego orła z liczbą 14 na cokole. Znalazł się on wśród pierwszych powojennych nabytków Muzeum WP, nieopisanych i bez daty wpływu. Okazało się, że orzeł należał od sztandaru bojowego z września 1939. Jego sylwetka jest identyczna, a na piersiach są widoczne nietypowe elementy mocujące krzyż VM.

### Odznaka pamiątkowa
Odznaka pamiątkowa pułku, tradycyjnie nazywana „znakiem pułkowym” została wewnętrznie zatwierdzona przez zabranie oficerskie we wrześniu 1921, a dwa graficzne projekty przesłane do Ministerstwa Spraw Wojskowych. Jeden z nich zatwierdzony został Dz. Rozk. MSWojsk. nr 49, poz. 872 z 13 grudnia 1921, a 30 stycznia 1923 zezwolono na noszenie odznaki według wcześniej” zatwierdzonego wzoru (Dz. Rozk. MSWojsk. nr 4, poz. 43).

Odznaka przedstawiała krzyż maltański o białych ramionach. W centralnej części odznaki miniatura Krzyża Virtuti Militari. Krzyż nałożony jest na okrągłą, karbowaną oksydowaną tarczę tzw. słońce Podola, na której wypisano litery U oraz J (od ułanów jazłowieckich) oraz data powstania pułku – 1918. Odznaka była wykonywana w wersji żołnierskiej oraz oficerskiej. Wymiary: 46 cm x46 cm.

Wersja oficerska – trzyczęściowa wykonana w srebrze, złocona i emaliowana. Na rewersie próba srebra i inicjały wykonawcy.

Wersja żołnierska – jednoczęściowa wykonana z tombaku srebrzonego i oksydowanego, bita z głęboką lub płytką kontrą.

Prawo posiadania odznaki otrzymali oficerowie i żołnierze pełniący służbę w pułku w okresie walk o niepodległość i granice za trzy miesiące służby frontowej lub 12 miesięcy służby w szwadronie zapasowym. W okresie pokoju prawo do otrzymania odznaki posiadali oficerowie i podoficerowie zawodowi za co najmniej dwa lata nienagannej służby w pułku, a szeregowi niezawodowi po roku nienagannej służby. W 1928 zebranie oficerskie pułku dokonało zmiany regulaminu odznaki. Poprawiony regulamin został zatwierdzony przez Ministerstwo Spraw Wojskowych 21 kwietnia 1931 (Dz. Rozk. MSWojsk. nr 11, poz. 128).
Na naramiennikach noszono numer pułku 14, cyfry z białego metalu przypinane (ułani) lub haftowane srebrną nicią (oficerowie).

### Barwy
| Proporczyk | Opis                                                            |
| ---------- | --------------------------------------------------------------- |
|            | Proporczyk żółty (kanarkowy, bladożółty) z żyłką białą pośrodku |
|            | proporczyk dowództwa w 1939                                     |
|            | proporczyk 1 szwadronu w 1939                                   |
|            | proporczyk 2 szwadronu w 1939                                   |
|            | proporczyk 3 szwadronu w 1939                                   |
|            | proporczyk 4 szwadronu w 1939                                   |
|            | proporczyk 5 szwadronu ckm w 1939                               |
|            | proporczyk plutonu łączności w 1939                             |
| Inne       | Opis                                                            |
|            | Na czapce rogatywce – otok żółty                                |
|            | Szasery ciemnogranatowe, lampasy żółte, wypustka żółta (biała)  |
|            | „Łapka” (do 1921) – karmazynowa                                 |

### Żurawiejki

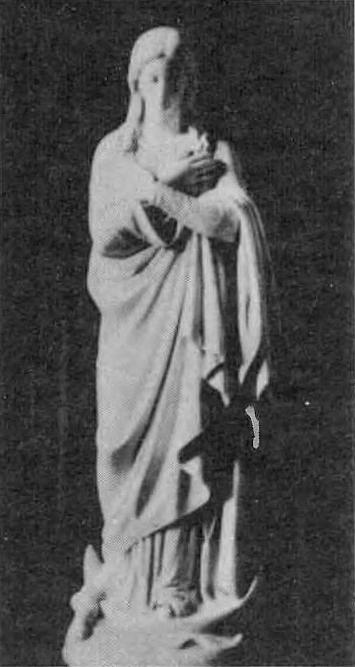
Figura Najświętszej Marii Panny Jazłowieckiej

| Hej dziewczęta w górę kiecki, jedzie ułan jazłowiecki.                     | A „Czternasty” spod Odessy przywiózł złota pełne kiesy. |
| Zawadiacko głowę nosi i do szarży sam się prosi.                           | Mamałygi pełne niecki zjada ułan jazłowiecki            |
| Po każdej zwrotce: Lance do boju, szable w dłoń, bolszewika goń, goń, goń! |                                                         |

### Modlitwa
27 września 1927 por. Władysław Nowacki zapoczątkował tradycję, przybywając konno ze Lwowa w mundurze ułana, w którym walczył w 1919 pod Jazłowcem. Złożył Najświętszej Pannie swój dawny proporzec jako wotum i oświadczył, że pułk ułanów Jazłowieckich żywi gorące nabożeństwo do Marii i pragnie corocznie w dzień Jej 
Niepokalanego Poczęcia wysyłać do klasztoru delegację. Odtąd w co roku przybywały z pułku delegacje.
Powstała Modlitwa Ułana Jazłowieckiego, określana też jako Pieśń do Najświętszej Marii Panny Jazłowieckiej, którą stworzył w 1927 por. Władysław Nowacki, który 8 grudnia tego roku w uroczystość Uroczystość Niepokalanego Poczęcia Najświętszej Maryi Panny osobiście udał się do Jazłowca, przekazując tam swój utwór i składając u stóp figury Najświętszej Marii Panny Jazłowieckiej lancę wraz z proporczykiem pułku. Tekst modlitwy:
Szczęście i spokój daj tej ziemi, Pani,
Co krwią spłynęła wśród wojen pożogi,
Do Cię swego modły zanosim, Ułani,
Odwróć, ach odwróć, o odwróć los srogi!
I by radosna była jak uśmiech dziecka,
Spraw to, Najświętsza Panno Jazłowiecka!
Spraw, by zasiadła sławna i potężna,
Między narody królując wspaniale,
By się rozeszła sława jej oręża,
Spraw to, o Pani, spraw to ku swej chwale!
By zło jak nawała rozprysło – turecka,
Spraw to, Najświętsza Panno Jazłowiecka!
By pod jej rządów wspaniałym ramieniem,
Zakwitły miłość i spokój jak w niebie,
Daj, by ułana ostatnim westchnieniem,
Było móc polec, polec w jej potrzebie!
Aby jej strzała nie tknęła zdradziecka,
Spraw to, Najświętsza Panno Jazłowiecka!
Mjr Władysław Nowacki poległ w wojnie obronnej 1939.

## Jazłowieccy ułani

### Dowódcy i zastępcy dowódcy pułku

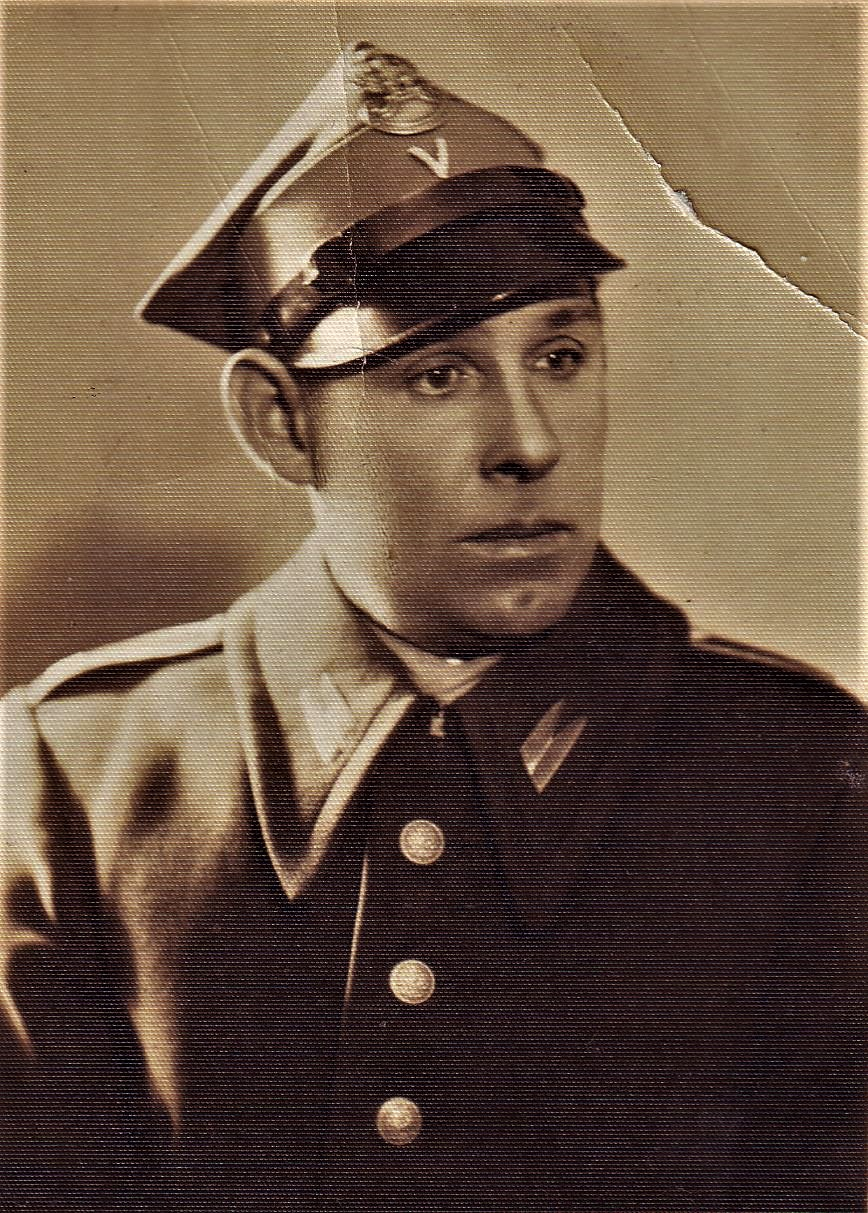
Żołnierz 14 pułku ułanów jazłowieckich, 1937

| Stopień, imię i nazwisko           | Okres pełnienia służby   | Kolejne stanowisko          |
| Dowódcy pułku                      | Dowódcy pułku            | Dowódcy pułku               |
| ---------------------------------- | ------------------------ | --------------------------- |
| kpt. Szmidt                        | II – VIII 1918           | dowódca szwadronu w Rumunii |
| rtm. Perkowski                     | VIII – IX 1918           | dowódca dywizjonu           |
| mjr Konstanty Plisowski            | od IX 1918               | dowódca IV BJ               |
| mjr Jerzy Bardziński               | od 18 VIII 1920          |                             |
| rtm. Piotr Massalski               | do 12 IX 1920 ranny      |                             |
| kpt. art. Michał Belina-Prażmowski | 27 VIII – 12 IX 1920     |                             |
| mjr Albert Wielopolski             | od 1 IV 1921             |                             |
| płk Konstanty Przeździecki         | od 8 II 1922             |                             |
| płk SG Marian Przewłocki           | 16 XII 1925 – 14 IV 1927 | dowódca 3 SBK               |
| płk Antoni Szuszkiewicz            | 14 IV 1927 – 23 XII 1931 | dyspozycja dowódcy OK VI    |
| ppłk dypl. Andrzej Kunachowicz     | 23 III 1932 – 1936       | dowódca 20 puł              |
| płk Edward Józef Godlewski         | od 4 II 1936             |                             |
| Zastępcy dowódcy pułku             |                          |                             |
| mjr kaw. Kazimierz Duchnowski      | 1924                     |                             |
| ppłk kaw. Stanisław Rabiński       | do 5 V 1927              | p.o. dowódcy 20 puł         |
| ppłk kaw. Konstanty Abłamowicz     | 23 V 1927 – 1928         | dowódca 11 puł              |
| ppłk dypl. kaw. Władysław Płonka   | X 1935 – VIII 1937       | dowódca 22 puł.             |
| mjr dypl. Antoni Grudziński        | VII – VIII 1939          |                             |
| ppłk Zygmunt Mikołaj Ważyński      | IX 1939                  |                             |

## Pułk w składzie PSZ na Zachodzie
Po kampanii wrześniowej 14 pułk ułanów został odtworzony w kwietniu 1940 we Francji jako III batalion im. Ułanów Jazłowieckich w składzie 10 Brygady Kawalerii Pancernej. Po klęsce Francji ponownie odtworzony w Wielkiej Brytanii jako I Batalion Strzelców im. 14 pułku Ułanów Jazłowieckich 1 Brygady Strzelców, od 8 października 1940 znów w składzie 10 Brygady Kawalerii Pancernej.

## Pułk w składzie Armii Krajowej
Zgodnie z tzw. planem OSZ (odtwarzania sił zbrojnych) w Okręgu Lwów AK organizowano zawiązki przedwojennych oddziałów DOK VI, w tym także 14 pułku Ułanów Jazłowieckich, docelowo jako jednostki zmotoryzowanej, w praktyce – pieszej. Początkowo wiosną 1944 r. uformowano 1, 2 i 3 pluton w Dzielnicy Lwów-Wschód (rejon lasów winnickich). Tak powstały oddziały leśne 14 pułku ułanów. Liczyły one pierwotnie 32 żołnierzy AK, którzy z powodu dekonspiracji musieli opuścić Lwów. Wkrótce dołączyli do nich ochotnicy z okolic miasta, a także Polacy wcieleni do armii niemieckiej, którym udało się zdezerterować.
Dowódcą mianowano por Andrzeja Adama de Myszkę Chołoniewskiego a jego zastępcą został kapitan Dragan Sotirovič
ps. „Draża”, oficer przedwojennej armii Królestwa Jugosławii, który
zbiegł z niewoli niemieckiej i dzięki polskiemu podziemiu ukrywał się we
Lwowie W maju 1944 oddziały leśne 14 pułku liczyły już około 100 żołnierzy. Ważnym zadaniem ułanów była obrona mieszkańców podlwowskich wsi przed napaścią Ukraińskiej Powstańczej Armii, realizującej plan depolonizacji Małopolski Wschodniej poprzez czystki etniczne. Ze zbliżaniem się frontu oddziały AK rozpoczęły przygotowania do Akcji „Burza”. W lipcu 14 pułk ułanów miał już 6 szwadronów, w trzy w stadium organizacji. Razem liczył 827 żołnierzy uzbrojonych w 7 rkm, 17 pm, 246 kbk, 130 pistoletów, 745 granatów ręcznych i 6 granatników przeciwpancernych.
Ułani jazłowieccy wzięli udział w kilkudniowych walkach o Lwów (22 – 27 lipca 1944). Po zajęciu miasta sowieci rozbroili i aresztowali tysiące żołnierzy lwowskiej AK. Wśród zatrzymanych był także ranny kpt. Draża Sotirovič, świeżo odznaczony przez dowództwo AK Krzyżem Virtuti Militari V klasy. Zdołał on jednak uciec i dołączyć do tych ułanów, którzy uniknęli niewoli.
Resztki pułku ukryły się w okolicach Brzozowa, skąd część ludzi z kpt. Drażą przeszła wiosną 1945 na Dolny Śląsk, a stamtąd do amerykańskiej strefy okupacyjnej. Pozostali żołnierze 14 pułku walczyli z sowietami. 26 czerwca 1945, po ostatnim starciu pod Domaradzem oddział został rozwiązany.

### Żołnierze 14 pułku ułanów – ofiary zbrodni katyńskiej
Biogramy zamordowanych oficerów znajdują się na stronie internetowej Muzeum Katyńskiego
| Nazwisko i imię          | stopień              | zawód              | miejsce pracy przed mobilizacją | zamordowany |
| ------------------------ | -------------------- | ------------------ | ------------------------------- | ----------- |
| Gutteter Tadeusz Edward  | podporucznik rezerwy | urzędnik           | PKO we Lwowie                   | Charków     |
| Parniewski Władysław     | rotmistrz rezerwy    | chemik             |                                 | Katyń       |
| Sołtysik Stanisław Józef | podporucznik rezerwy | lekarz weterynarii | rejonowy lekarz w Rychwałdzie   | Charków     |
| Urbanowicz Feliks        | porucznik rezerwy    | inżynier           | kamieniołomy w Janowej Dolinie  | ULK         |
| Wielopolski Jan          | podporucznik rezerwy | ziemianin          |                                 | ULK         |

## Kultywowanie tradycji

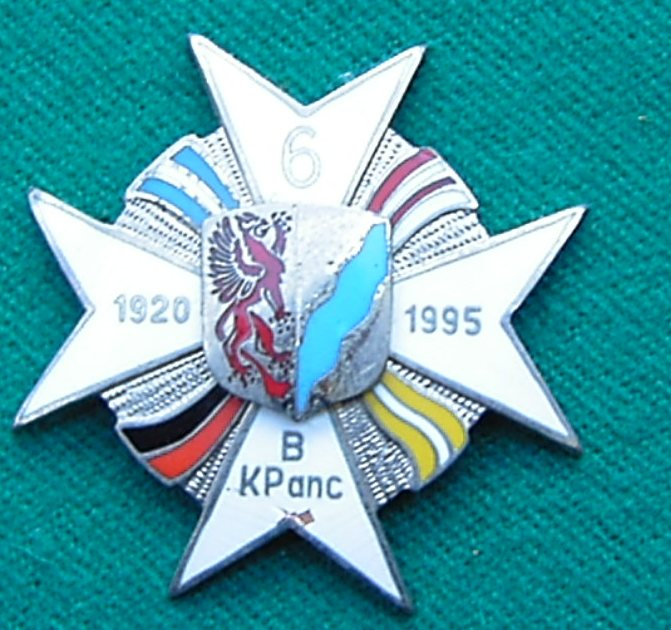
Odznaka 6 BKPanc

Od 1995 tradycje 14 pułku Ułanów Jazłowieckich kultywował 1 batalion czołgów 6 Brygady Kawalerii Pancernej ze Stargardu (do czasu rozwiązania brygady). 9 stycznia 2008 2 batalion 12 Brygady Zmechanizowanej został utożsamiony z 14 pułkiem Ułanów Jazłowieckich.
Tradycje 14 pułku Ułanów Jazłowieckich kontynuuje w Wojsku Polskim 2 batalion piechoty zmotoryzowanej ze Stargardu o wyróżniającej nazwie 14 Batalion Ułanów Jazłowieckich z 12 Brygady Zmechanizowanej im. gen. broni Józefa Hallera. 

Tradycje kawaleryjskie kultywują również: Grupa Rekonstrukcji Historycznej 14 Pułku Ułanów Jazłowieckich z Sochaczewa, Sandomierski Ośrodek Kawaleryjski im. 14 Pułku Ułanów Jazłowieckich, Stowarzyszenie Kawaleryjskie im. 14 Pułku Ułanów Jazłowieckich z Wrocławia oraz Grupa Rekonstrukcji Historycznej Lubuski Oddział Kawalerii w Barwach 14 Pułku Ułanów Jazłowieckich z Lubniewic.